# 美國—以色列關係
以美关系是指以色列与美国之间的双边关系。自20世纪60年代以来，美国一直是以色列的坚定支持者，并推动以色列与约旦、黎巴嫩和埃及之间的良好关系，同时遏制来自其他中东国家，特别是叙利亚和伊朗对以色列的敌意。这种关系是美国政府在中东的全面政策中的一个非常重要的因素，国会非常重视维持一种密切和支持的关系。
自1985年以来，美国每年向以色列提供近30亿美元的赠款，自1976年至2004年，以色列是美国最大的年度受援国，也是第二次世界大战以来最大的累计受援国(扣除通货膨胀因素后为1423亿美元)。这些资金的74%必须用于购买美国的商品和服务。最近，在2019财政年度，美国向以色列提供了38亿美元的外国军事援助。以色列也从大约80亿美元的贷款担保中受益。现在几乎所有美国对以色列的援助现在都是以军事援助的形式，而在过去，以色列也得到了大量的经济援助。国会对以色列的大力支持使以色列获得了其他国家得不到的好处。
除了财政和军事援助外，美国还向以色列提供政治支持，在涉及以色列的决议中，美国使用联合国安全理事会否决权42次，而其否决权总共使用了83次。从1991年到2011年，在24个决议中美国投了15张否决票来保护以色列。
双边关系已从最初美国对1948年建立犹太家园的同情和支持政策，演变为一种不同寻常的伙伴关系，将军事实力强大但规模较小的以色列与美国的超级大国联系在一起。以色列的经济和军事实力依赖于美国，而美国作为超级大国则试图平衡该地区其它竞争对手的利益，包括俄罗斯的利益。美国认为以色列是战略盟友，美国与以色列关系加强了美国在中东的存在感。以色列是美国在中东最初的两个主要非北约盟国之一。已故的共和党参议员杰西·亚历山大·赫尔姆斯曾把以色列称为“美国在中东的航空母舰”，他在解释美国为何视以色列为战略盟友时表示，美国在该地区的军事立足点，仅仅是这个犹太国家提供的，就足以证明美国每年给予以色列的军事援助是正当的。目前，美国在大中东地区有七个主要的非北约盟国。

## 歷史

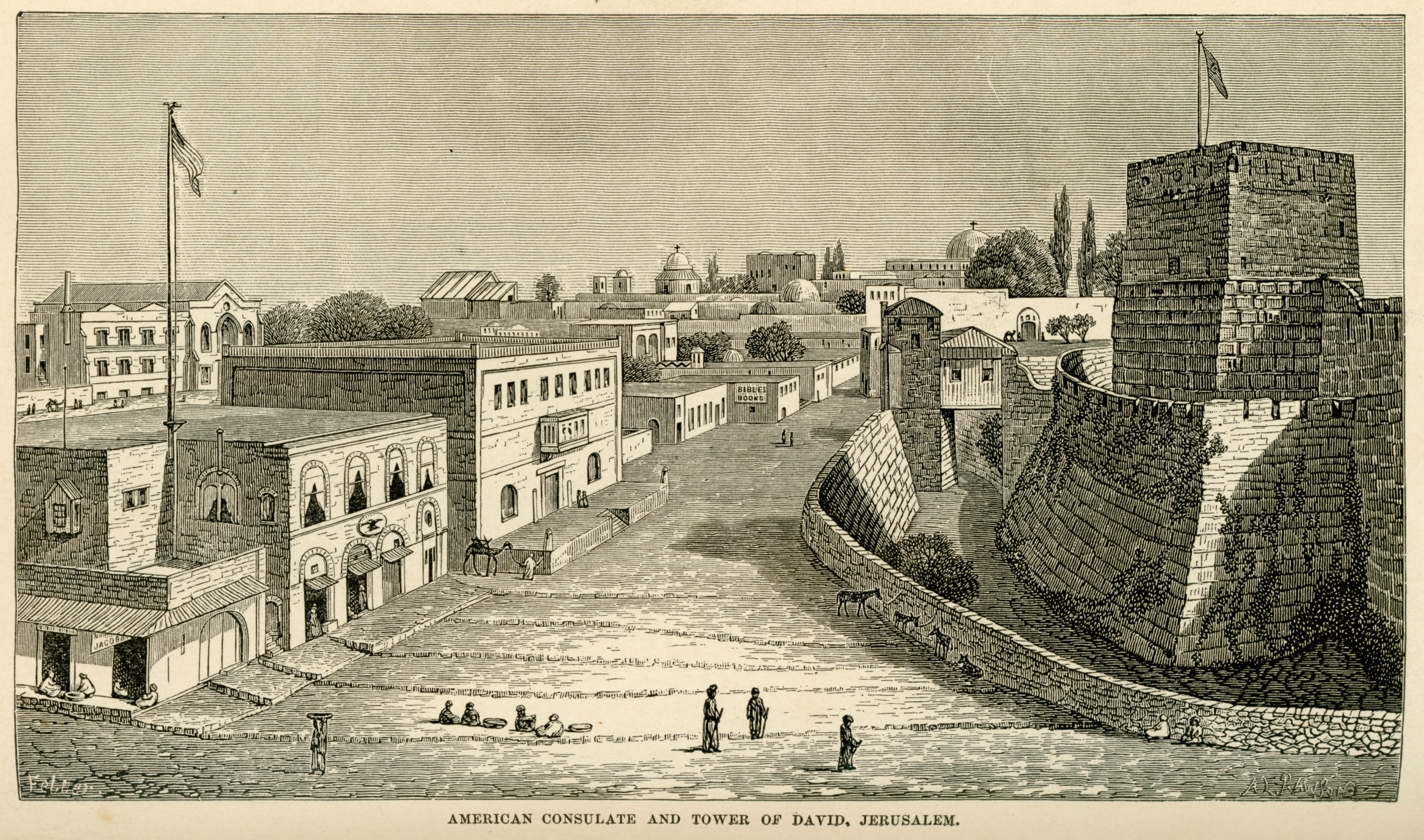
第一个美国驻耶路撒冷领事馆，1857年

一开始美国犹太人对犹太复国主义的支持很少，直到1912年大法官路易斯·布兰迪斯加入美国犹太复国主义者联合会，1914年犹太复国主义者事务临时执行委员会成立;它被犹太复国主义组织授权“处理所有犹太复国主义问题，直到更好的时代到来”。
尽管美国总统伍德罗·威尔逊同情欧洲犹太人的困境，但他在1919年多次表示，美国的政策是“默许”贝尔福宣言，但不正式支持犹太复国主义。然而，美国国会于1922年9月21日通过了《河鱼决议》，这是第一个联合决议，声明支持“在巴勒斯坦建立犹太人的国家”。同日，国际联盟理事认可了这一主张。
二战期间，尽管美国的外交决策往往是由战争需求所决定的临时行动和解决方案，但在1942年5月的比尔特莫尔会议上，犹太复国主义运动从根本上背离了传统的犹太复国主义政策及其既定目标。以前关于在巴勒斯坦建立犹太人“民族家园”的政策已不复存在;这些替换为新政策”,巴勒斯坦建立一个犹太人的联邦”与其他国家一样,选择与美国的合作,而不是英国。 1944年，美国国会两次试图通过决议，宣布美国政府支持在巴勒斯坦建立一个犹太国家，但都遭到了战争部门和国务院的反对，原因是战时考虑以及阿拉伯人反对建立一个犹太国家。这些决议被永久撤销。
战争结束后，“新的战后时代见证了美国对中东政治和经济事务的深入介入，这与战前时期特有的不干涉态度形成鲜明对比”。在杜鲁门的领导下，美国不得不面对并确定其在三个方面的政策，这三个方面是美国在该地区利益的根源:苏联的威胁、以色列的诞生和石油。”

## 承认以色列

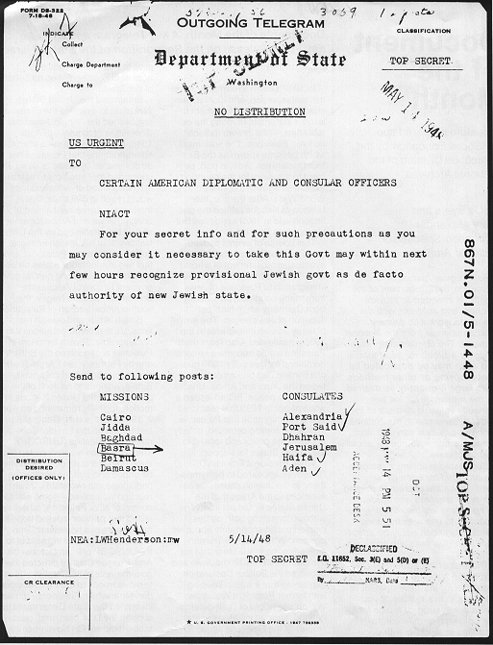
一九四八年五月以色列建国电报

前几任美国总统虽然受到来自美国和世界犹太社区成员以及国内公民团体、工会和政党的积极支持，但仍然支持1917年英国贝尔福宣言中提到的犹太家园概念，并继续采取“默许”的态度。在整个罗斯福和杜鲁门政府时期，美国陆军部和国务院都认识到苏联与阿拉伯国家之间可能成为同盟，以及阿拉伯国家可能会对美国采取石油供应限制，因此反对美国直接插手干预。该地区的冲突仍在继续，欧洲大屠杀幸存者的人道主义状况也在恶化。1947年11月29日，在美国的支持下，联合国大会通过了第181号决议，即《联合国巴勒斯坦分治计划》，其中建议通过和执行一项与经济联盟的分治计划。投票受到犹太复国主义支持者的大力游说，后来杜鲁门本人也指出了这一点，但遭到了阿拉伯人的反对。
随着事件接近尾声，承认这个犹太国家的决定仍然存在争议，杜鲁门总统、他的国内事务和竞选顾问克拉克·克利福德，以及国务院和国防部之间都存在重大分歧。杜鲁门虽然同情犹太复国主义事业，但最关心的是救济流离失所者;美国国务卿乔治·马歇尔担心，美国支持一个犹太国家将损害美国与穆斯林世界的关系，中东地区可能限制美国的石油供应，从而破坏该地区的稳定。1948年5月12日，杜鲁门在椭圆形办公室会见了国务卿马歇尔、副国务卿罗伯特·A·洛维特、顾问克拉克·克利福德和其他的几位人士，讨论了巴勒斯坦局势。克利福德主张根据分治决议承认这个新的犹太国家。马歇尔反对克利福德的论点，认为这些论点是基于选举年的国内政治考虑。马歇尔说，如果杜鲁门听从克利福德的建议，承认犹太国家，那么他将在选举中投票反对杜鲁门。杜鲁门在会议上并没有清楚地表述自己的观点。
两天后，1948年5月14日，美国在杜鲁门的领导下，成为第一个给予以色列任何形式上的承认的国家。就在几个小时前，以色列人民议会在特拉维夫博物馆举行集会，大卫·本·古里安宣布“在以色列地建立一个犹太国家，并将其称之为以色列国”。“在以色列地”一词是以色列国成立宣言中唯一处提到新国家所在地的语句。
以色列临时政府给杜鲁门的信全文如下:
尊敬的总统先生:谨通知你，以色列国已宣布为一个在联合国大会1947年11月29日决议所核可的边界内的独立共和国，并已委托一个临时政府承担政府的权利和义务，以维护以色列边界内的法律和秩序，保卫国家免受外来侵略，以及根据国际法履行以色列对世界其他国家的义务。《独立法案》将于华盛顿时间1948年5月14日晚6点1分生效。
我深知，在过去三十年中，美国驻巴勒斯坦大使和巴勒斯坦犹太人民之间一直存在着并不断加强的深厚的同情纽带，因此，新国家临时政府授权我转达这一信息，并表示希望贵国政府将承认并欢迎以色列加入国际社会。
很尊重你的,
埃利亞胡·埃拉特

代表以色列临时政府敬上
美国承认以色列的案文如下:
我国政府已获悉，在巴勒斯坦宣布成立一个犹太国家，临时政府已提出承认这一国家的要求。
美国承认临时政府是新的以色列国事实上的权威。
“杜鲁门”（签字）
批准,
1948年5月14日

6.11
由于这一出人意料的决定，美国驻联合国代表沃伦·奥斯汀的团队此前一直在研究另一项托管提议，不久他便离开了自己在联合国的办公室回家了。马歇尔国务卿向联合国派遣了一名国务院官员，以防止整个美国代表团辞职。美国于1949年1月31日在法律上承认以色列。
在美国人拉尔夫·邦奇的斡旋下，1949年的停战协议结束了1948年的阿以战争。在执行停战协定方面，美国与英国和法国签署了1950年三方宣言。在该宣言中，他们保证在联合国内外采取行动，以防止各方侵犯边界或停火线，并且概述了它们对该地区和平与稳定的承诺，以及它们反对使用或威胁使用武力，而且重申反对在该地区发展军备竞赛。
在迅速变化的地缘政治环境下，美国的中东政策总体上倾向于支持阿拉伯国家的独立;援助产油国的发展;防止苏联在希腊、土耳其和伊朗具有影响力;防止军备竞赛，在阿以冲突中保持中立立场。美国政策制定者最初通过提供外国援助来达成这些目标。

## 美国政府的外交政策

### 艾森豪威尔政府(1953 - 1961)

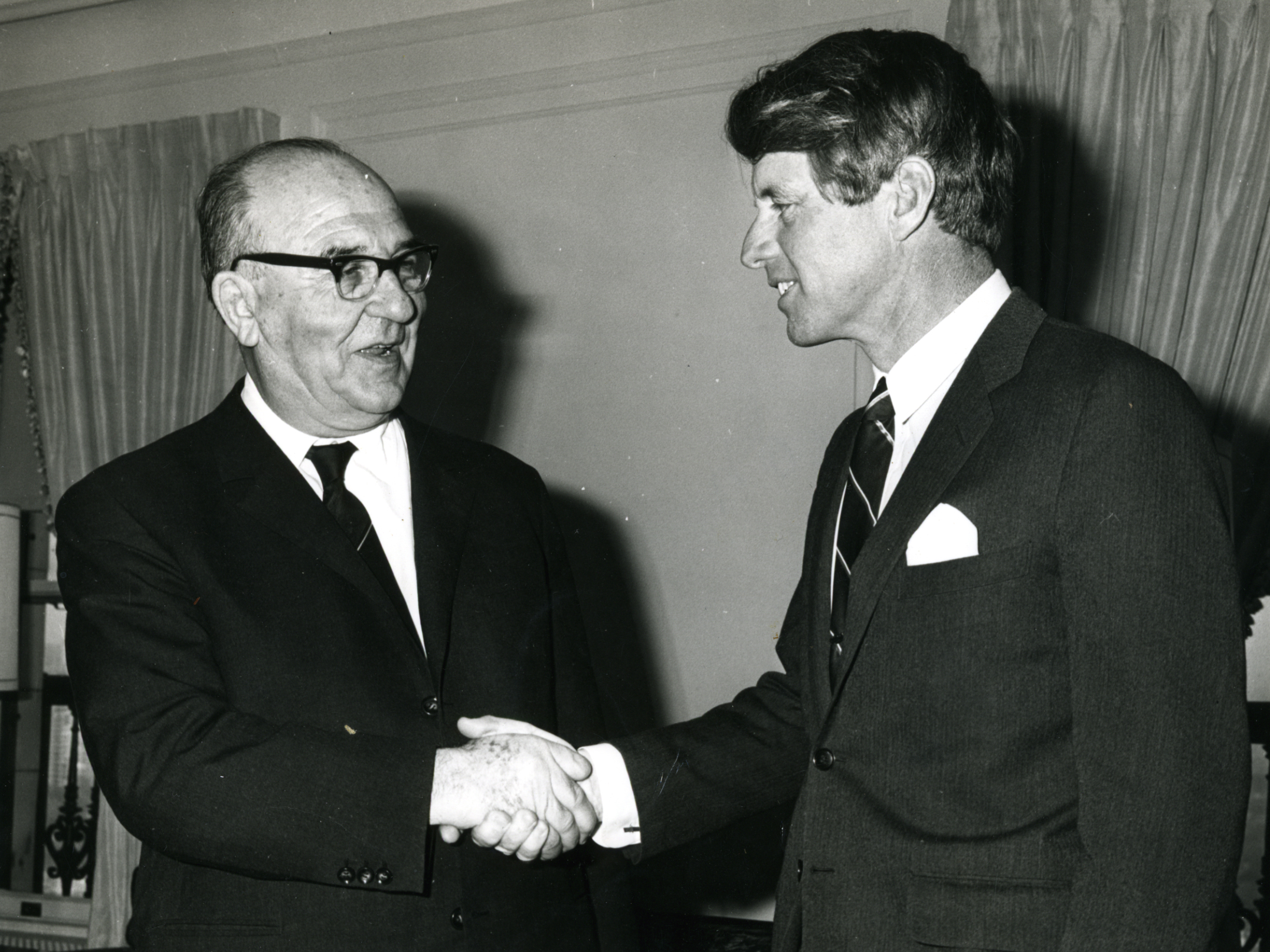
以色列总理列维·艾希科尔会见参议员罗伯特·肯尼迪，1960年

在这几年的紧缩政策中，美国向以色列提供了适度的经济援助，主要是作为基本食品的贷款;以色列国家收入的很大一部分来自德国的战争赔款(1956年占以色列国内生产总值的86%)，用于国内发展。
当时，法国成为以色列的主要武器供应国，并向以色列提供先进的军事装备和技术。以色列认为这种支持是为了对付在纳赛尔总统领导下的埃及参与1955年9月“捷克武器交易”的威胁。在1956年苏伊士运河危机期间，以色列国防军入侵埃及，不久之后又有法国和英国军队跟进。出于不同的原因，法国、以色列和英国合谋推翻了纳赛尔，在苏伊士运河国有化后重新获得了对其的控制，并占领了西西奈半岛的部分地区，确保了船只在亚喀巴湾的自由通行。作为回应，在苏联和联合国的支持下，美国代表埃及进行了干预，迫使以色列方面撤军。随后，纳赛尔表达了与美国建立更紧密关系的愿望。为了急于增加其在该地区的影响力，防止纳赛尔落入苏联阵营，美国的政策是保持中立，不与以色列过于紧密。当时，美国向以色列提供的唯一援助就是粮食援助。上世纪60年代初，美国开始向以色列、埃及和约旦出售先进的防御性武器，包括MIM-23鹰式导弹。

### 肯尼迪和约翰逊政府(1961-1969年)

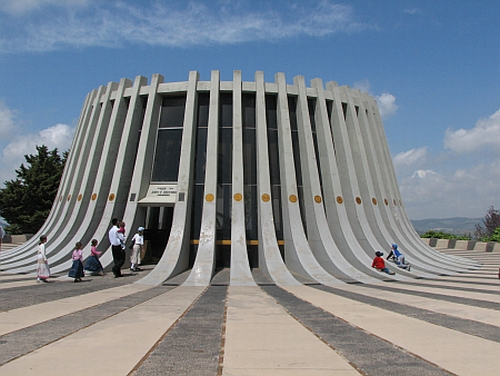
肯尼迪纪念馆，位于耶路撒冷森林

作为总统，肯尼迪开创了与以色列的安全关系，他是美以军事同盟的创始人。肯尼迪的政策决定是基于他的白宫顾问，他避开了对阿拉伯世界更感兴趣的国务院。一个核心问题是巴勒斯坦人的地位，他们被以色列、埃及和约旦瓜分。到1961年，有120万名巴勒斯坦难民生活在约旦、叙利亚、黎巴嫩和埃及。虽然苏联最初支持以色列的建立，但现在却成了对手，并对阿拉伯世界提供支持。联合国大会大体上是反以色列的，但是所有的决定都要服从于美国在安理会的否决权。根据国际法，联大决议不具有法律约束力，安理会决议具有法律约束力。肯尼迪试图做到不偏不倚，但国内的政治压力迫使他支持以色列。
肯尼迪终止了艾森豪威尔和杜鲁门政府对以色列实施的武器禁运。他把对以色列的保护描述为一种道义和国家承诺，他是第一个提出美国和以色列之间“特殊关系”概念的人。
1962年，约翰·肯尼迪总统向以色列出售了一种主要的武器系统——MIM-23鹰式防空导弹。特拉维夫大学的亚伯拉罕·本·茨维教授认为，这笔交易是由于肯尼迪“在1962年11月国会选举前夕，需要维持甚至扩大和巩固犹太人对政府的支持基础”。这个决定一做出，白宫官员就将此事告诉了美国犹太人领袖。然而，历史学家扎卡里·华莱士认为，新政策主要是由肯尼迪对犹太国家的崇拜推动的。为了实现中东地区的稳定，它理应得到美国的支持。
肯尼迪警告以色列政府不要在迪莫纳生产核材料，他认为这可能会在中东挑起核军备竞赛。1960年12月21日，在以色列政府最初否认核电站存在之后，大卫·本·古里安在以色列议会的一次演讲中说，贝尔谢巴核电站的目的是“研究干旱地区和沙漠动植物的问题”。当本·古里安在纽约会见肯尼迪时，他声称，目前正在开发迪莫纳，目的是为淡化海水和其他和平目提供核能。1962年，美国和以色列政府同意建立年度核查制度。尽管有这些检查，国务院近东事务办公室主任罗杰·戴维斯在1965年3月得出结论，以色列正在发展核武器。他报告说，以色列实现拥核的目标日期是1968-1969年。1966年，当叛逃的伊拉克飞行员穆尼尔·雷德法驾驶一架苏联制造的米格-21战斗机降落在以色列时，飞机上的信息立即被以色列分享给了美国。
在林登·B·约翰逊担任总统期间，美国的政策转向全心全意、但并非毫无疑问地支持以色列。在1967年的六日战争之前，尽管约翰逊政府对以色列防御外国攻击的需要表示同情，但美国担心以色列的反应将是过度的，并可能造成不稳定。以色列在1966年Samu事件后进入约旦的突袭令美国非常不安，因为约旦也是美国的盟友，并获得了超过5亿美元的援助，用于建设东古尔运河，而该运河在随后的突袭中几乎被摧毁。
约翰逊政府的主要担忧是，如果该地区爆发战争，美国和苏联将被卷入其中。与该地区国家和苏联的外交谈判，包括首次使用热线，都未能阻止战争。当以色列对埃及空军发动先发制人的打击时，美国国务卿迪安·腊斯克感到失望，因为他认为本可以通过外交途径解决问题。
在六日战争期间，以色列战机和鱼雷攻击了美国海军在埃及水域的情报舰“自由”号，造成34人死亡，171人受伤。以色列声称，“自由号”被误认为是埃及船只“古西尔号”，这是友军开火的一个例子。虽然美国政府接受了这一说法，但是这一事件引发了很多争议，一些人仍然认为这是故意的。
在六日战争之前，美国政府非常小心地避免给人留下偏袒的印象。乔治·伦佐斯基在《美国总统与中东》一书中写道，“约翰逊的总统任期是不幸的，几乎是悲剧性的”，他认为“美国在中东的地位和姿态”标志着美国与以色列和阿拉伯关系的转折点。他将中东人对美国的看法描述为:在1948年之前，美国是“最受欢迎的西方国家”，如今“魅力减退”，但艾森豪威尔在阿拉伯-以色列苏伊士运河危机期间的地位，使许多中东温和派相信，即使美国并不可爱，至少也是一个可以公平对待的国家;在肯尼迪担任总统期间，这种对美国公平和公正的看法仍然盛行;但在林登·b·约翰逊担任总统期间，美国的政策明显转向了亲以色列的方向。”他补充说:“1967年6月的战争证实了这种印象，从1967年开始，美国成为中东地区最不受信任、甚至是最令人讨厌的国家。”
战争结束后，华盛顿的看法是，许多阿拉伯国家(尤其是埃及)已经永久性地向苏联靠拢。1968年，在国会的大力支持下，约翰逊批准向以色列出售F-4鬼怪II战斗机，为美国支持以色列在军事力量上超越邻国树立了先例。然而，美国继续向黎巴嫩和沙特阿拉伯等阿拉伯国家提供军事装备，以对抗苏联在该地区的武器销售。
在以色列和埃及的消耗战中，以色列突击队在代号为雄鸡53的行动中缴获了一座苏联建造的P-12雷达站。此前不为人知的信息随后被分享给了美国。
当1967年法国政府对以色列实施武器禁运时，以色列间谍从一名瑞士犹太人工程师那里获得了幻象5型戰鬥機的设计，然后用设计图纸建造以色列空军，这些设计也与美国分享。

#### 质量军事优势
质量军事优势是美国外交政策中的一个概念。美国承诺保持以色列的质量军事优势，即科技、战术和其他优势，使其能够威慑数量上占优势的对手。这一政策在美国现行法律中有明确规定。

#### 1963年，以色列和美国陷入僵局

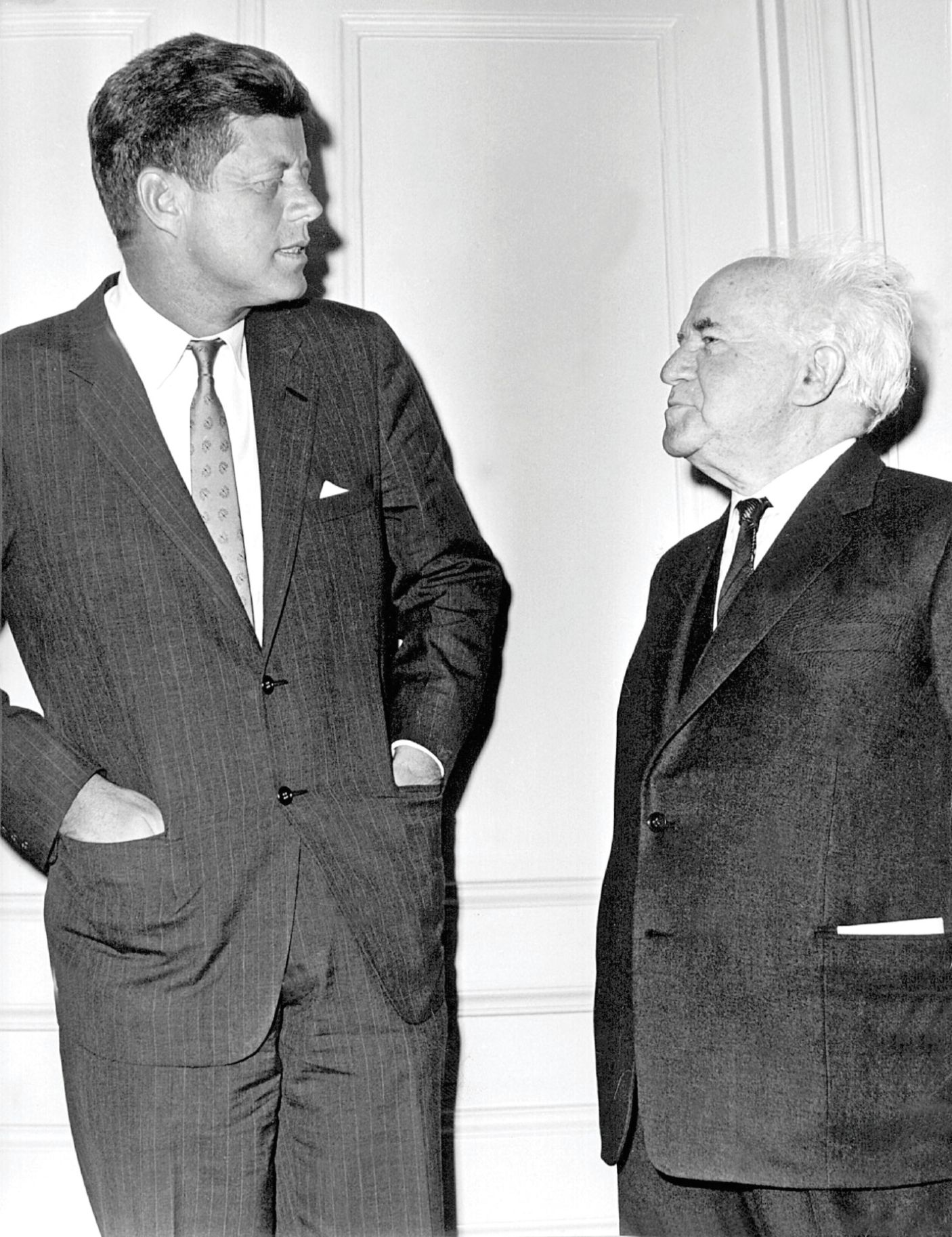
1961年，肯尼迪和本·古里安。

以色列报纸国土报在2019年报道说，在1963年的整个春天和夏天，美国和以色列的领导人约翰·F·肯尼迪总统、戴维·本·古里安总理和列维·艾希科尔就以色列的核项目进行了一场高风险的意志之战。两国公众看不到这种紧张局势，双方只有少数高级官员意识到局势的严重性。据尤瓦尔·内曼说，本·古里安的继任者艾希科尔和他的同事认为，肯尼迪是在向以色列发出真正的最后通牒。据内曼说，前以色列空军指挥官非常担心肯尼迪会派遣美国空降部队到以色列核设施所在地迪莫纳。
1963年3月25日，肯尼迪总统和中央情报局局长约翰·A·麦肯讨论了以色列的核项目。根据麦肯的说法，肯尼迪提出了“以色列拥核的问题”，麦肯向肯尼迪提供了肯特对以色列拥核预期负面后果的估计。据麦肯的说法，肯尼迪随后指示国家安全顾问麥喬治·邦迪指导国务卿迪安·腊斯克，与中央情报局局长和美国原子能委员会主席合作，提交一份提案，“关于如何建立某种形式的国际或双边美国安全保障措施，以防止上述意外情况的发生。”这也意味着“对以色列反应堆的下一次非正式视察[必须]……迅速进行……尽可能的彻底。”
1963年4月2日，巴伯尔大使会见了本·古里安总理，并提出了美国的要求，即“允许合格的美国科学家在5月和11月对迪莫纳进行半年一次的访问，充分调查该设施的所有部件和仪器”。本·古里安显然感到意外，他回应说，这个问题将不得不推迟到逾越节之后，也就是4月15日以后。为了进一步强调这一点，两天后，助理国务卿塔尔博特召见了以色列驻美国大使哈曼，向他介绍了有关视察的外交策略。他向本·古里安发出的信息是“美国和以色列在以色列核问题上最激烈的对峙”中的第一枪。
1963年4月26日，在美国最初提出有关迪莫纳的要求三个多星期之后，本·古里安给肯尼迪写了一封七页长的信，重点讨论以色列安全和地区稳定的广泛问题。本·古里安声称以色列面临着前所未有的威胁，并坚持认为以色列的安全应该由美国和苏联联合提供保护。然而，肯尼迪决心不让本·古里安转移话题。1963年5月4日，他回复总理说，“我们正在密切关注阿拉伯世界目前的事态发展。”至于本·古里安提出的联合保护的问题，肯尼迪既不考虑其可行性，也不考虑其政治智慧。肯尼迪更担心的是“先进进攻系统的成功发展”，而不是“早期的阿拉伯人的袭击”。
罗伯特·科莫后来写道，肯尼迪不愿在迪莫纳问题上让步，这些分歧成了他的“痛处”。6月15日，美国国务院将肯尼迪的最新信件转交给特拉维夫大使馆，由巴伯大使立即转交给本·古里安。此后，美国与以色列的冲突升级。肯尼迪在信中详细说明了他坚持每两年进行一次的访问，并提出了一系列详细的技术条件。这封信类似于最后通牒:如果美国政府不能获得有关迪莫纳项目状态的“可靠信息”，华盛顿“对以色列的承诺和支持”就可能“受到严重损害”。但这封信从来没有呈给本·古里安。与肯尼迪的信一起的电报于6月15日星期六抵达特拉维夫，一天之后本·古里安就辞职了，这一决定震惊了以色列乃至世界。除了说是“个人原因”，本·古里安从未以书面或口头形式解释过是什么导致他辞职。人们普遍认为，拉冯事件是导致他辞职的原因。拉冯事件是以色列在埃及执行的一项失败的间谍任务。他否认自己的举动与任何具体的政策问题有关，但肯尼迪在以色列核问题上施加的压力在多大程度上发挥了作用，这个问题直到今天仍有待讨论。
7月5日，就在列维·艾希科尔接替本·古里安担任总理不到10天之后，巴伯大使向他递交了肯尼迪总统的第一封信。这封信实际上是6月15日寄给本·古里安的那封信的副本。正如尤瓦尔·内曼所说，艾希科尔和他的顾问们立即明白，肯尼迪的要求类似于最后通牒，因此构成了一场危机。7月17日，震惊的艾希科尔在他的第一次回应中，要求更多的时间来研究这个主题和进行磋商。总理指出，尽管他希望美国和以色列的友谊能在他的监督下得到发展，但“以色列会为了国家安全和捍卫自己的主权而竭尽所能。”巴伯显然是想缓和这封信的直言不讳，他向艾希科尔保证，肯尼迪的声明是“真实的”:如果迪莫纳不去检查，可能会使两国外交关系复杂化。
8月19日，经过6个星期的磋商，起草了至少8份不同的草案，艾希科尔向巴伯递交了他对肯尼迪要求的书面答复。开始时，他重申了本·古里安过去的保证:迪莫纳将用于和平的用途。根据肯尼迪的请求，艾希科尔写道，鉴于两国的特殊关系，他决定允许美国代表定期访问迪莫纳。在具体的时间表问题上，艾希科尔建议正如本·古里安在他给肯尼迪的最后一封信中所建议的那样，1963年末将是第一次访问的时间:到那时，他写道，“法国的公司将把反应堆交给我们，它将进行常规测试和零功率下的物理参数测量。”
艾希科尔对提议的访问频率含糊其辞。艾希科尔不理会肯尼迪的半年一次的访问要求，同时避免正面反对肯尼迪的要求。“考虑到这一请求，我相信我们将能够就未来的访问日程达成协议，”艾希科尔写道。总而言之，总理采取了折中办法:为了结束冲突，他同意美国科学家“定期访问”，但他不接受肯尼迪希望立即访问的想法，并避免明确承诺每年进行两次视察。肯尼迪的赞赏答复没有提到这些分歧，而是假定双方就“定期访问”达成了基本协议。
艾希科尔的信发表后，第一次定期视察迪莫纳是在1964年1月中旬，也就是肯尼迪遇刺两个月之后。以色列人告诉美国访客，反应堆在几周前才进入临界状态，但这种说法并不准确。多年后，以色列承认迪莫纳反应堆在1963年年中开始运行，正如肯尼迪政府最初设想的那样。
事实证明，在肯尼迪死后，他坚持每年去迪莫纳两次的做法并没有得到实施。美国政府官员仍然对这样的日程安排感兴趣，林登·B·约翰逊总统确实向艾希科尔提出了这个问题，但他从未像肯尼迪那样在这个问题上施加压力。
最后，肯尼迪总统和两名以色列总理之间的对峙导致美国对迪莫纳核设施进行了六次视察，从1964年到1969年，每年一次。他们从来没有在肯尼迪在信中列出的严格条件下进行。尽管肯尼迪的继任者仍然致力于核不扩散事业，并支持美国在迪莫纳进行视察，但他们并没有像肯尼迪那样对以色列如此严苛。回过头来看，这种态度的转变可能挽救了以色列的核计划。

### 尼克松和福特政府(1969-1977)
1970年6月19日，美国国务卿威廉·P·罗杰斯正式提出了罗杰斯计划，该计划呼吁在苏伊士运河两侧实行90天停火，并设立军事缓冲区，以平息正在进行的消耗战。这是为了就联合国第242号决议的框架达成具体协议，该决议要求以色列撤出1967年占领的领土，并要求它们相互承认对方主权和独立。埃及人接受了罗杰斯的计划，但以色列人的意见存在分歧，没有接受;他们在“联合政府”中没有得到足够的支持。尽管以色列工党占主导地位，正式接受联合国242号决议并支持“以和平换取撤军”，但梅纳赫姆·贝京和右翼的加哈尔联盟仍然坚决反对从巴勒斯坦领土撤军;第二大党在1970年8月5日辞职。最终，由于尼克松对他的国务卿计划的支持不足，该计划也以失败告终，取而代之的是他的国家安全顾问亨利·基辛格的立场，而不是选择主动参与。
甚至在1972年，埃及总统萨达特出人意料地将苏联顾问驱逐出埃及，并再次向华盛顿发出愿意谈判的信号之后，谈判依然没有取得突破。
1973年2月28日，时任以色列总理果尔达·梅厄在华盛顿访问期间同意当时的美国国家安全顾问基辛格基于“安全与主权”的和平建议:以色列将接受埃及对西奈半岛全部的主权，而埃及将接受以色列在西奈半岛的一些战略位置的存在。
面对外交方面缺乏进展，并希望迫使尼克松政府更多地介入，埃及为军事冲突做好了准备。1973年10月，埃及和叙利亚在阿拉伯世界的支持下，同时攻击以色列，从而开始了赎罪日战争。

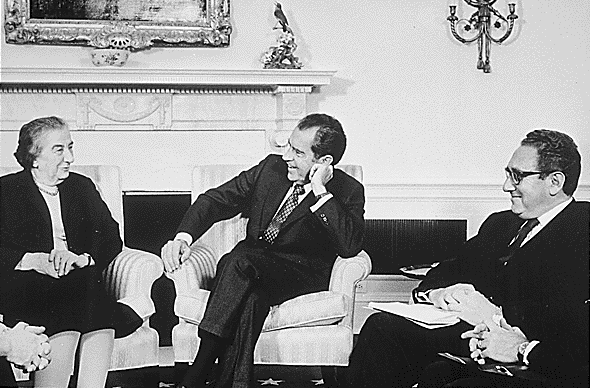
1973年3月1日，美国总统理查德·尼克松和以色列总理果尔达·梅厄在白宫椭圆形办公室会面。尼克松的国家安全顾问亨利·基辛格在尼克松的右边。

尽管情报显示以色列受到了来自埃及和叙利亚的袭击，总理果尔达·梅厄还是做出了有争议的决定，没有发动先发制人的打击。梅厄担心，如果以色列被视战争的发动者，就会和美国疏远，因为以色列相信美国只会雪中送炭。在现在看来，以色列不采取先发制人的决定可能是合理的，尽管直到今天以色列还在激烈地争论这个问题。后来，据美国国务卿亨利·基辛格说，如果以色列先动手，他们就连“一颗钉子也得不到”。1973年10月6日，在犹太人的赎罪日期间，埃及和叙利亚在其他阿拉国家和苏联的支持下，同时对以色列发动了的攻击。由此产生的冲突被称为赎罪日战争。埃及军队最初能够突破以色列的防御，推进到西奈半岛，并沿着苏伊士运河东岸建立防御阵地，但他们后来在一场大规模坦克战斗中被击退。当时埃及试图进一步推进，以减轻叙利亚的压力。以色列人随后通过了苏伊士运河，随后发生了重大战斗，双方都损失惨重。与此同时，叙利亚人几乎突破了以色列在戈兰高地的薄弱防御，但最终被增援部队阻止并被击退，随后以色列成功挺进叙利亚。在战争初期，以色列在空中和海上也占了上风。战争刚开始几天，就有人建议梅厄授权以色列军队使用核武器。这些都是公开进行的，或许是为了引起美国的注意，但梅厄要求只有当埃及和叙利亚的军队推进的比较远的时候才会考虑使用核武器。苏联开始为阿拉伯军队提供补给，主要是给叙利亚。梅厄则请求尼克松在军事供应方面给予帮助。在以色列进入全面核戒备状态并将核弹头装载到等待的飞机上之后，尼克松下令全面启动战略空运行动，向以色列运送武器和物资;这一举动有时被称为“拯救以色列的空运”。然而，当补给品到达时，以色列已经占了上风。
美国和苏联再次担心他们会卷入中东冲突。在苏联威胁要代表埃及进行干预后，随着以色列突破停火线，美国将戒备状态从四级提高到三级，这是和平时期的最高水平。这是因为以色列在苏伊士运河以东困住了埃及第三军。
基辛格意识到这一局势给美国提供了一个巨大的机会：埃及完全依赖美国来阻止以色列歼灭其军队，而这支军队现在没有食物和水。美国完全可以利用这一场争端，从而把苏联在埃及的影响力彻底赶出去。因此，美国对以色列施加了巨大的压力，以避免以色列歼灭埃及被困的军队。在与以色列大使西姆查·迪尼茨的电话中，基辛格告诉大使，歼灭埃及第三军是“不存在的选择”。埃及人后来撤回了他们的支援请求，苏联人也同意了。
战争结束后，基辛格迫使以色列人从阿拉伯土地上撤退，这有助于以色列和埃及的第一阶段和平协议。美国在战争期间对以色列的支持导致了1973年欧佩克对美国的禁运，该禁令于1974年3月解除。

#### 重新评估危机
1975年初，以色列政府拒绝了美国提出的在西奈半岛进一步重新部署的提议。1975年3月21日，杰拉尔德·福特总统作出回应，致函拉宾总理，称以色列的不妥协使美国在世界各地的利益复杂化，因此，福特政府将“重新评估”与以色列政府的关系。此外，对以色列的武器运输也停止了。重新评估的危机随着1975年9月4日以色列-埃及部队脱离接触协定的签署而结束。

### 卡特政府(1977 - 1981)

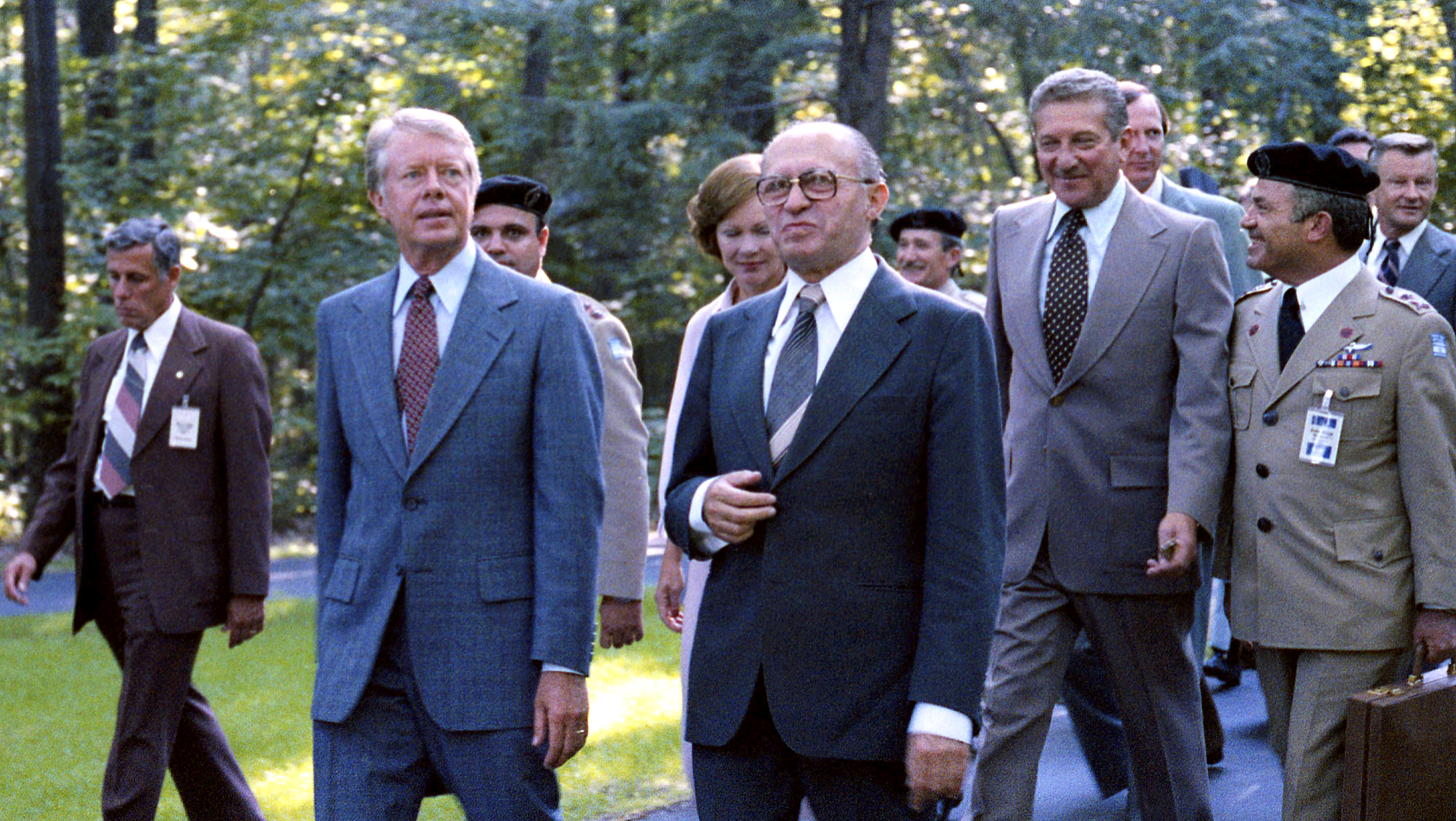
1978年9月，吉米·卡特总统、梅纳赫姆·贝京总理和兹比格涅夫·布热津斯基

卡特政府的特点是美国积极参与中东和平进程。1977年5月，利库德集团的梅纳赫姆·贝京当选总理，在领导以色列政府反对派29年之后，以色列撤出所占领领土的问题发生了重大变化。这导致了美以双边关系的摩擦。卡特发起的戴维营进程所包括的两个框架被以色列的右翼人士认为是美国向以色列施加压力，迫使以色列撤出所占领的巴勒斯坦领土，并迫使它为了同埃及的和平而冒险。1979年3月26日，以色列和埃及在白宫签署了和平条约。1982年，以色列从西奈半岛撤军。利库德集团政府后来辩称，作为协议和最终的埃及-以色列和平条约的一部分，他们接受了从西奈半岛全面撤军，这履行了以色列从西奈半岛撤军的承诺。卡特总统对巴勒斯坦政治权利的支持也造成了与利库德集团政府的紧张关系，而且在这方面卡特几乎没有取得进展。

### 里根政府(1981 - 1989)

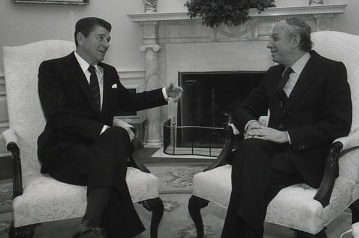
1982年，罗纳德·里根总统会见以色列驻美国大使以法莲·埃夫龙

在罗纳德·里根的第一个任期之初，以色列的支持者就表达了对美以关系潜在困难的担忧，部分原因在于，几位总统任命的官员与主要阿拉伯国家有联系或过去有商业往来(例如，卡斯帕·温伯格和乔治·普拉特·舒尔茨曾是比奇特尔公司的高管，该公司与阿拉伯世界有着密切联系)。然而，里根总统对以色列的个人支持，以及以色列和里根在恐怖主义、安全合作和苏联威胁等问题上的一致看法，使双边关系得到了相当程度的加强。
1981年，温伯格与以色列国防部长阿里埃勒·沙龙签署战略合作协议，为继续加强两国国家安全磋商与合作建立了框架。1983年11月，双方成立了一个联合政治军事小组，每年开会两次，以执行该协定的大部分规定。联合空中和海上军事演习于1984年6月开始，美国在以色列建造了两个战争储备储存设施以储存军事装备。尽管这些设备是为美国驻中东部队准备的，但如果有必要，这些设备可以给以色列使用。
在里根的第二个任期内，美以关系得到加强。1989年，以色列被授予“主要非北约盟国”的地位，使其得以使用扩大的武器系统，并有机会投标美国国防合同。美国保持每年向以色列提供30亿美元的援助，并于1985年实施了一项自由贸易协定。从那以后，这两个贸易伙伴之间的所有关税都取消了。然而，当以色列对巴格达奥斯拉克核反应堆发动巴比伦行动时，两国关系恶化。里根暂停向以色列运送军用飞机，并严厉批评了这一行动。1982年黎巴嫩战争期间，两国关系也恶化了，当时美国甚至考虑通过制裁来阻止以色列对贝鲁特的围困。美国提醒以色列，美国提供的武器仅用于防御目的，并暂停向以色列运送集束弹药。尽管这场战争暴露了以色列和美国政策之间的一些严重分歧，比如以色列拒绝1982年9月1日的里根和平计划，但这并没有改变美国政府对以色列的偏袒，也没有改变美国政府对以色列的重要性的重视。尽管美国对以色列的行动持批评态度，但还是否决了苏联提出的联合国安理会对以色列实施武器禁运的决议。
1985年，美国支持以色列的经济稳定，提供了约15亿美元的两年期贷款，以确保建立美以双边经济论坛，即美以联合经济发展集团。
当里根的任期即将结束时，美国于1988年12月与巴勒斯坦解放组织(巴解组织)展开对话。但是，尽管美巴解对话，波拉德间谍案，以及以色列在1988年春天拒绝舒尔茨和平倡议，美国的亲以色列组织将里根政府(和第100届国会)描述为“有史以来最亲以色列的”，并赞扬了双边关系的积极基调。

### 乔治·H·W·布什政府(1989-1993)
在第一次巴勒斯坦起义期间，1989年5月22日，美国国务卿詹姆斯·贝克告诉美国以色列公共事务委员会(一个亲以色列的游说团体)的听众，以色列应该放弃其“扩张主义政策”。1991年3月3日，布什总统在一个新闻发布会上说，东耶路撒冷是被占领的领土，不像以色列所说的那样是以色列的一个主权部分，这激怒了利库德政府。以色列于1980年吞并了东耶路撒冷，这一行动没有得到国际承认。
在伊拉克-科威特危机和伊拉克对以色列的威胁中，前总统布什重申了美国对以色列安全的承诺。1991年1月16日，当以色列成为伊拉克飞毛腿导弹的目标，在战争中遭受了30多次打击后，以美紧张局势得到缓解。美国敦促以色列不要对伊拉克的袭击进行报复，因为人们认为伊拉克想把以色列拖入冲突，迫使联盟的其他成员，特别是埃及和叙利亚退出联盟，加入伊拉克对以色列的战争。以色列没有进行报复，并因其克制而受到赞扬。
海湾战争结束后，布什政府立即恢复了与阿拉伯-以色列的和平斡旋，认为存在一个机会之窗，可以利用美国的胜利所带来的政治资本，重振阿拉伯-以色列的和平进程。1991年3月6日，布什总统在国会发表讲话，这一讲话常被认为是在伊拉克军队被驱逐出科威特之后，布什政府关于中东新秩序的主要政策声明。以色列驻美大使奥伦在总结讲话时说:“总统接着概述了他的计划，包括维持美国在海湾地区的永久海军存在，为中东发展提供资金，以及建立防止非常规武器扩散的安全措施。但是，他的计划的核心是在以领土换和平的原则和实现巴勒斯坦人的权利的基础上达成了一项阿拉伯-以色列条约。”作为第一步，布什宣布他打算在马德里再次召开国际和平会议。
然而，与美国以前的和平努力不同的是，没有新的援助承诺。这一方面是因为布什总统和国务卿贝克认为联合政府的胜利和美国声望的提高本身就会促使阿拉伯和以色列进行新的对话，另一方面是因为他们的外交倡议注重程序，而不是协议和让步。从华盛顿的角度来看，经济刺激是没有必要的，尽管当以色列在5月份注入经济刺激时，经济刺激确实进入了这一进程。以色列总理伊扎克·沙米尔要求美国提供100亿美元贷款担保，这为美国的外交增添了新的内容，并引发了以色列政府和布什政府之间的政治摊牌。
因此，布什和贝克在1991年10月召开马德里和平会议和说服所有各方参加随后的和平谈判方面发挥了重要作用。据广泛报道，布什政府与伊扎克·沙米尔的利库德政府没有友好关系。然而，以色列政府确实赢得了联合国大会第3379号决议的废除，该决议将犹太复国主义等同于种族主义。1991年12月，会议结束后，联合国通过了联合国大会第46/86号决议;以色列已将撤销第3379号决议作为其参加马德里和平会议的一个条件。在以色列工党赢得1992年大选后，美以关系似乎有所改善。7月19日，工党批准在被占领地区冻结部分住房建设，尽管布什政府呼吁冻结住房建设作为贷款担保的条件，但沙米尔政府并没有这样做。

### 克林顿政府时期(1993 - 2001)

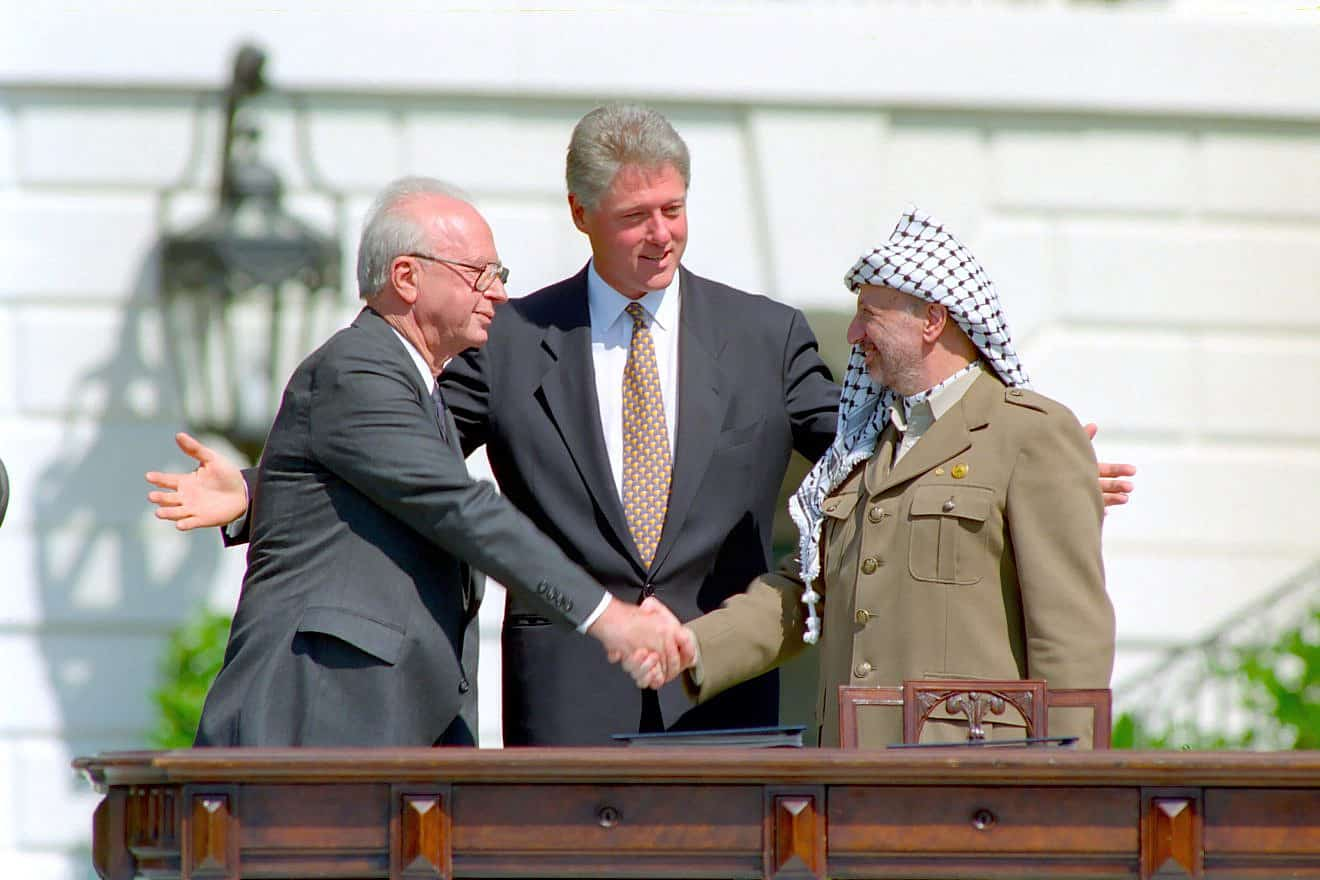
1993年9月13日奥斯陆协定期间的伊扎克·拉宾、比尔·克林顿和亚西尔·阿拉法特

以色列和巴解组织于9月10日交换了相互承认的信件，并于1993年9月13日签署了原则宣言。克林顿总统9月10日宣布，美国和巴解组织将恢复对话。1994年10月26日，克林顿总统见证了约以和约的签署，克林顿总统、埃及总统穆巴拉克和约旦国王侯赛因见证了白宫签署1995年9月28日以色列和巴勒斯坦人之间的临时协定。

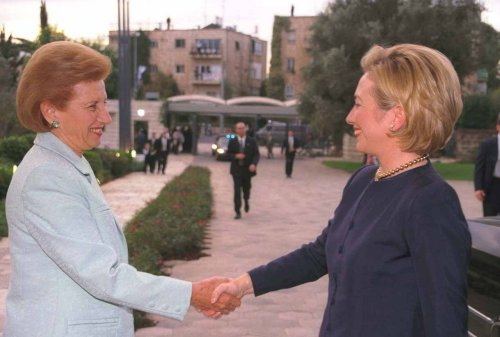
1998年，在耶路撒冷拜特哈纳西，希拉里·克林顿和埃泽尔·魏茨曼的妻子瑞玛·魏茨曼

1995年11月，克林顿总统在耶路撒冷参加了被暗杀的以色列总理拉宾的葬礼。1996年3月访问以色列后，克林顿总统提出为以色列的反恐活动提供1亿美元的援助，另外2亿美元用于箭型反导系统部署，大约5千万美元用于激光反导武器。
克林顿总统不同意以色列总理内塔尼亚胡在巴勒斯坦领土上扩大犹太人定居点的政策。据报道，以色列广播公司认为内塔尼亚胡总理推迟了和平进程。克林顿总统在马里兰州的怀依河会议中心主持了谈判，并于1998年10月23日签署了一项协议。以色列在1998年12月初暂停执行怀伊协定，当时巴勒斯坦人威胁要宣布建国，违反了怀伊协定(怀伊协定没有提到巴勒斯坦建国)。1999年1月，怀伊协定被推迟到5月的以色列选举。
埃胡德·巴拉克于1999年5月17日当选总理，并于1999年7月6日赢得了对其政府的信任投票。克林顿总统和巴拉克总理在7月15日至20日的四天会晤中似乎建立了密切的个人关系。克林顿总统在白宫、奥斯陆、谢泼兹敦、戴维营和沙姆沙伊赫主持了巴拉克总理和阿拉法特主席为寻求和平而举行的会谈。

### 乔治·W·布什政府(2001-2009年)

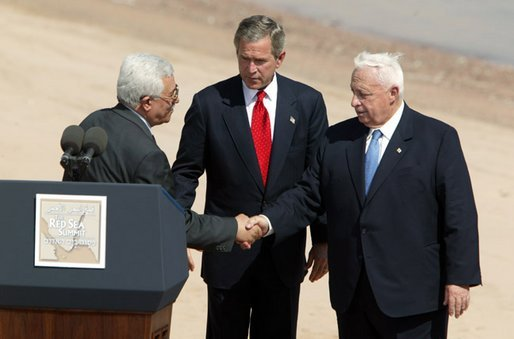
2003年6月4日，在约旦亚喀巴举行的红海峰会闭幕仪式上，马哈茂德·阿巴斯、乔治·W·布什和阿里埃勒·沙龙向媒体宣读声明

布什总统和沙龙总理在2001年3月和6月的会谈中建立了良好的关系。2001年10月4日，就在911恐怖袭击发生后不久，沙龙指责布什政府以牺牲以色列的利益来安抚巴勒斯坦人，以换取阿拉伯世界对美国反恐行动的支持。白宫表示，这一言论是不可接受的。沙龙没有为这番话道歉，而是说，美国没有理解他的意思。此外，美国还批评以色列暗杀据信参与恐怖主义的巴勒斯坦人的做法，这在一些以色列人看来与美国追捕奥萨马·本·拉登的政策不符。
2003年，在第二次巴勒斯坦起义和以色列经济急剧下滑期间，美国向以色列提供了90亿美元的有条件贷款担保，该担保将持续到2011年，并每年在美以联合经济发展集团进行谈判。
近年来，美国历届政府都不赞成以色列的定居活动，认为这是对最终地位的预先判断，可能还会阻止一个毗邻的巴勒斯坦国的出现。然而，布什总统在2002年4月14日的一份备忘录中指出，有必要考虑到已经发生变化的“现实情况，包括已经存在的主要以色列人口中心”，以及以色列的安全关切，该备忘录后来被称为“布什路线图”（并为随后的巴以谈判确立了参照）。声称“期望最后地位谈判的结果完全恢复到1949年的停火线是不现实的。”他后来强调，在这些参数范围内，边界的细节是双方谈判的主题。
在发生暴力事件时，美国官员敦促以色列尽快从安全行动中重新占领的巴勒斯坦地区撤离。布什政府坚持联合国安理会的决议应该“平衡”，批评巴勒斯坦和以色列的暴力行为，并否决了不符合这一标准的决议。美国国务卿赖斯没有任命中东特使，也没有说她不会参与以巴直接谈判。她说，她更希望以色列人和巴勒斯坦人一起工作，2005年她曾多次访问该地区。布什政府支持以色列从加沙撤军，以此作为重返路线图进程的一种方式，以实现一个基于以色列和巴勒斯坦两国和平与安全共存的解决方案。2005年8月23日，以色列完成了从加沙地带和约旦河西岸北部四个小定居点的撤离工作。

#### 2006年以色列黎巴嫩冲突期间

##### 军事关系
2006年7月14日，美国国会被告知可能向以色列出售价值2.1亿美元的航空燃料。国防安全合作局指出，如果出售JP-8燃料的交易完成，将“使以色列能够维持其飞机库存的作战能力”，而且“消耗飞机燃料，将在飞机用于维护该地区的和平与安全时”。据7月24日的报道，美国正在向以色列提供“地堡炸弹”，据称将用来攻击黎巴嫩真主党游击队的领导人并摧毁其战壕。
美国媒体还质疑以色列是否违反了不向平民目标使用集束炸弹的协议。尽管许多集束炸弹使用的是由以色列军工企业开发的先进M-85弹药，但是以色列也使用从美国购买的旧弹药。冲突期间，平民地区遭到袭击，尽管平民大部分已经逃离。以色列声称，平民伤亡是不可避免的，因为真主党在人口密集的地区安身。与此同时，真主党不分青红皂白地发射火箭，把黎巴嫩北部的许多城镇变成了实际上的鬼城，这违反了国际法。战后，许多小炸弹仍未引爆，给黎巴嫩平民造成危险。以色列方面说，他们没有违反任何国际法，因为集束炸弹不违法，只用于军事目标。

##### 反对立即无条件停火
7月15日，联合国安全理事会再次拒绝黎巴嫩提出的要求以色列和黎巴嫩立即停火的请求。以色列报纸国土报报道称，在联合国15个成员国中，美国是唯一一个反对安理会采取任何行动的国家。
7月19日，布什政府拒绝了立即停火的呼吁。美国国务卿赖斯说，必须满足某些条件，但没有具体说明是哪些条件。美国驻联合国大使约翰·博尔顿拒绝了停火呼吁，理由是这样的行动仅从表面上解决了冲突:“你只是宣布停火，然后假装这样就能解决问题，我认为这种想法过于简单化了。”
7月26日，在罗马会晤的美国、欧洲和中东各国外长誓言“立即采取行动，以最紧迫的方式达成停火协议，结束当前的暴力和敌对行动”。然而，美国仍然强烈支持以色列的行动，据报道，会议的结果没有达到阿拉伯和欧洲领导人的期望。

##### 美国否决以色列袭击伊朗核设施
2008年9月，卫报报道称，去年5月，美国否决了以色列总理埃胡德·奥尔默特轰炸伊朗核设施的计划。

### 奥巴马政府(2009 - 2017)

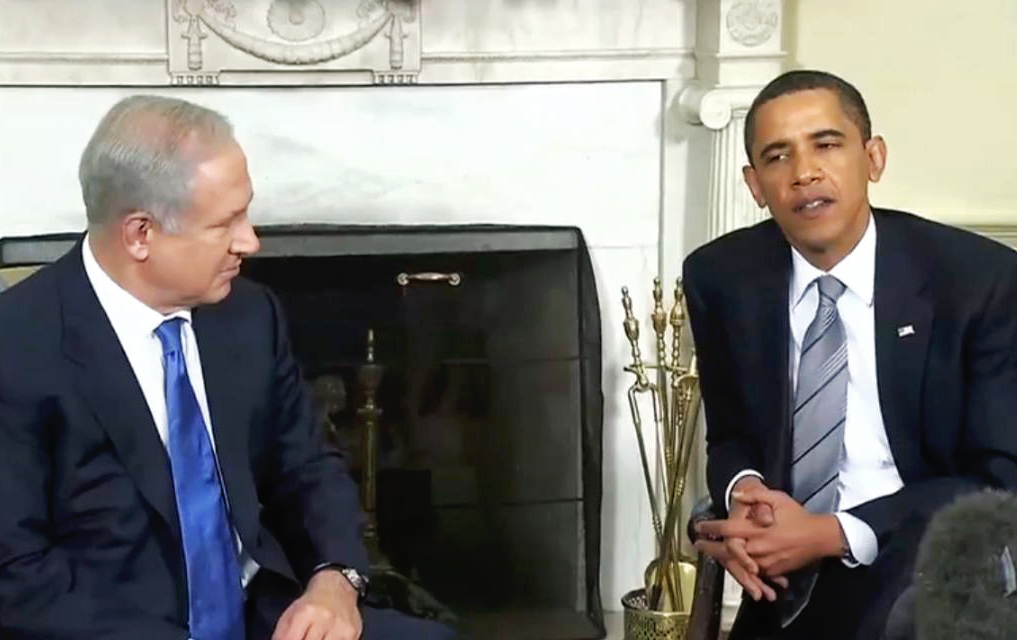
2009年巴拉克·奥巴马和本杰明·内塔尼亚胡

在内塔尼亚胡总理的第二届政府和奥巴马新政府执政期间，以美关系面临越来越大的压力。奥巴马总统上任后，把在以色列和巴勒斯坦之间达成和平协议作为一个主要目标，并向内塔尼亚胡总理施压，要求他接受一个巴勒斯坦国并开始谈判。内塔尼亚胡最终在2009年7月14日做出让步。按照美国的意愿，以色列对约旦河西岸的定居点建设实施了10个月的冻结。由于冻结不包括东耶路撒冷(以色列将其视为自己的主权领土)，也不包括已经在建的3000套预先批准的住房，以及未能拆除已经建成的以色列前哨，巴勒斯坦人认为冻结是不够的，并拒绝在9个月内进行谈判。巴勒斯坦谈判人员表示，如果冻结定居点建设的期限延长，他们愿意在冻结期结束前几个星期开始谈判，但是以色列人拒绝了这一要求。
2009年，奥巴马成为第一位授权向以色列出售地堡炸弹的美国总统。这次转移是保密的，以避免给人留下这样的印象，即美国正在武装以色列攻击伊朗。
2011年2月，奥巴马政府否决了一项联合国决议，宣布以色列在约旦河西岸的定居点是非法的。
2010年3月，在副总统乔·拜登访问以色列期间，以色列宣布将继续在耶路撒冷东部的拉马特·什洛莫社区建造1,600套新住房。这起事件被描述为“近几十年来两个盟国之间最严重的争吵之一”。美国国务卿希拉里·克林顿表示，以色列的举动对美以关系“极为不利”。国际社会普遍认为东耶路撒冷是被占领的领土，而以色列提出异议，因为它在1980年吞并了该领土。据报道，奥巴马对这一声明感到“愤怒”。

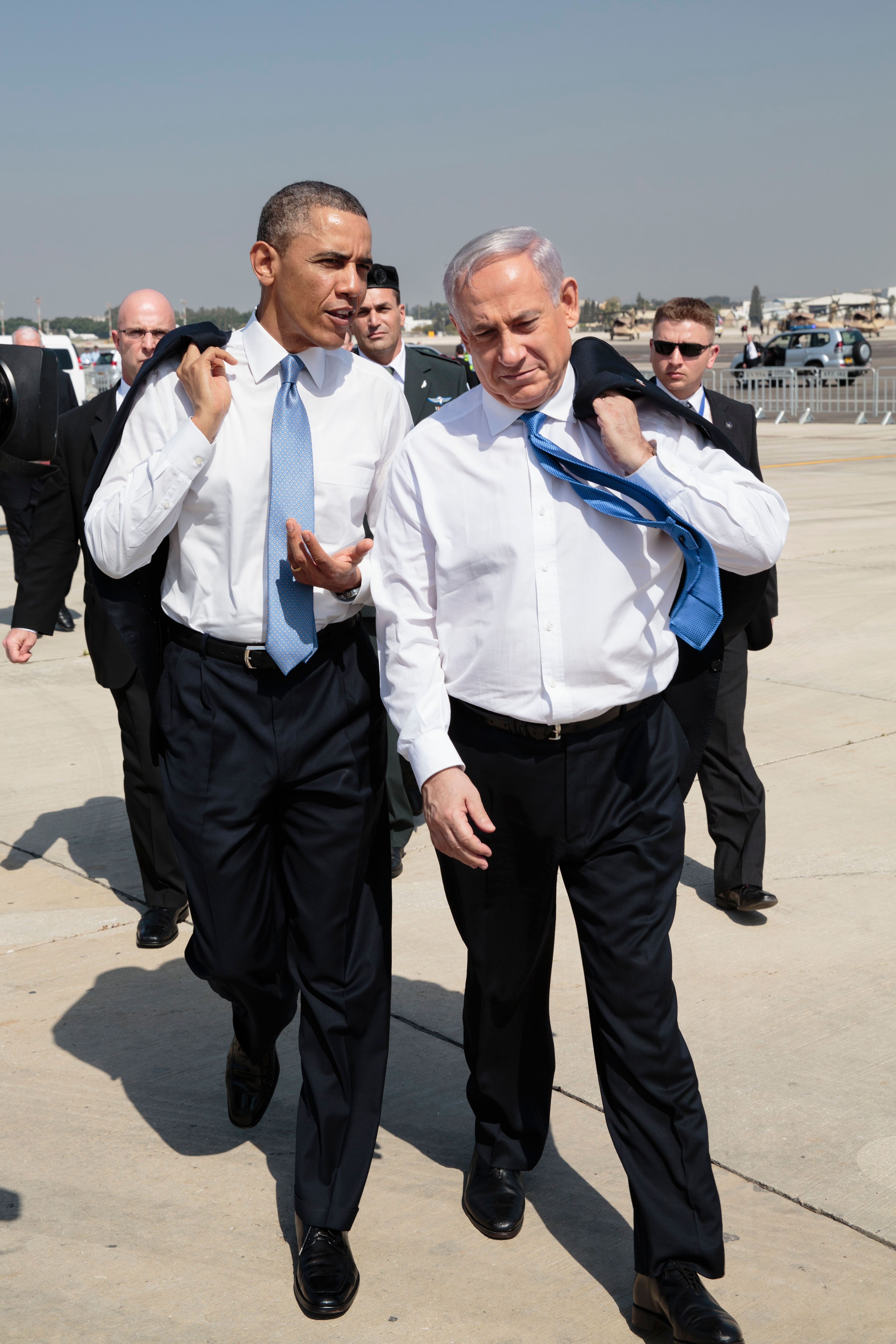
美国总统奥巴马在2013年3月访问以色列后不久会见了以色列总理内塔尼亚胡

此后不久，奥巴马总统指示国务卿希拉里·克林顿向内塔尼亚胡发出最后通牒，包括四个部分:以色列取消对住房建设的批准，冻结东耶路撒冷的所有犹太人建筑，向巴勒斯坦人做出希望和平的姿态，提出释放数百名巴勒斯坦囚犯的建议，并同意在谈判期间讨论耶路撒冷的分割和巴勒斯坦难民问题的解决方案。奥巴马威胁说，如果不能做到，他和任何政府高级官员都不会在内塔尼亚胡和他的高级部长们即将访问华盛顿期间会见他们。
2010年3月26日，内塔尼亚胡和奥巴马在白宫会面。会议在没有摄影师或任何新闻声明的情况下进行。在会议上，奥巴马要求以色列在定居点冻结期结束后延长冻结期，冻结犹太人在东耶路撒冷的定居点建设，并将军队撤回到第二次起义开始前的据点。内塔尼亚胡没有在这些问题上做出书面让步，而是向奥巴马提交了一份关于耶路撒冷市政建设许可如何获得的流程图，以重申他事先对这些计划并不知情。奥巴马随后建议内塔尼亚胡和他的工作人员留在白宫考虑他的提议，这样他就可以在奥巴马改变主意时立即通知他。报道援引奥巴马的话说:“我还在，如果有什么新消息，请告诉我。”内塔尼亚胡和他的助手前往罗斯福厅，与奥巴马总统又会晤了半个小时，并延长了奥巴马总统在白宫的停留时间，举行了一天的紧急会谈，以重启和平谈判，但双方都没有发表任何官方声明。
2010年7月，2001年一段关于内塔尼亚胡的视频浮出水面，他在剧院向一群失去亲人的家庭讲述与美国的关系和和平进程，据报道他并不知道自己被录了下来。他说:“我知道美国是什么，美国是一个你可以很容易移动的东西，你可以把它向正确的方向移动。他们不会碍事的。”他还吹嘘自己在克林顿政府时期担任以色列总理期间如何破坏和平进程。他说:“他们在选举前问我是否遵守(奥斯陆协议)。”“我说过我会的，但是……我将以这样一种方式来解释这些协议，这种方式将允许我结束这种奔向1967年边界的行为。虽然它在媒体上没有引起什么轰动，但在以色列左翼人士中却受到了严厉批评。

奥巴马呼吁恢复1967年以前的以色列边界，在双方同意的情况下交换土地。

2011年5月19日，奥巴马发表外交政策演讲，呼吁恢复1967年前的以色列边界，在双方同意的情况下交换土地，内塔尼亚胡对此表示反对。共和党人批评了奥巴马的演讲。演讲是在奥巴马和内塔尼亚胡计划会面的前一天发表的。在5月22日对美国以色列公共事务委员会的演讲中，奥巴马详细阐述了他5月19日的演讲:
我提到的1967年的边界，包括现在在内，得到了最多的关注。由于我的立场多次被歪曲，让我重申“1967年边界线在双方同意的情况下”是什么意思。
根据定义，它意味着双方——以色列人和巴勒斯坦人——将谈判一条与1967年6月4日存在的边界不同的边界。这就是双方同意的互换的含义。对于所有为这个问题奋斗了一代人的人来说，这是一个众所周知的法则。它使各方自己能够考虑到在过去44年中发生的变化。

它使当事各方本身能够考虑到这些变化，包括当地的新的人口现实情况和双方的需要。最终目标是为两个人建立两个国家:以色列作为一个犹太国家和犹太人民的家园，巴勒斯坦国作为巴勒斯坦人民的家园- -每个国家都参与自决、相互承认与和平相处。
5月24日，内塔尼亚胡在国会参众两院联席会议上发表演讲时，引用了奥巴马的一些早期措辞:
现在必须就这些边界的精确划定进行谈判。我们将在未来巴勒斯坦国的规模上慷慨解囊。但正如奥巴马总统所说，边界将不同于1967年6月4日的边界。以色列将不会回到1967年不可捍卫的边界。
2011年9月20日，奥巴马总统宣布，美国将在联合国否决巴勒斯坦建国申请，称“和平没有捷径可走”。
2011年10月，新任美国国防部长莱昂·帕内塔表示，以色列的政策是其在中东外交孤立的部分原因。以色列政府回应说，问题在于该地区日益增长的激进主义，而不是他们自己的政策。
2012年，奥巴马总统将一项法案签署成为法律，该法案将把美国为以色列政府债务提供担保的计划再延长三年。
美国副总统乔·拜登的国家安全顾问托尼·布林肯曾在2012年哀叹，美国政界人士有一种倾向，即利用围绕以色列政策的辩论达到政治目的。在那之前，以色列一直是美国两党共识的堡垒。
2010年和2012年7月至8月，以色列对美国的出口超过了对欧盟的出口，欧盟通常是以色列出口的首选目的地。
以色列对就伊朗核问题达成的日内瓦临时协议感到不满。内塔尼亚胡总理强烈批评这是一个“历史性的错误”，财政部长纳夫塔利·贝内特称这是一个“非常糟糕的协议”。不过，前进党领袖沙乌尔·穆法兹、工党领袖艾萨克·赫尔佐格和以色列军事情报局前首席执行长亚德林对该协议表示了一定程度的支持，并暗示与华盛顿保持良好关系比公开谴责该协议更重要。

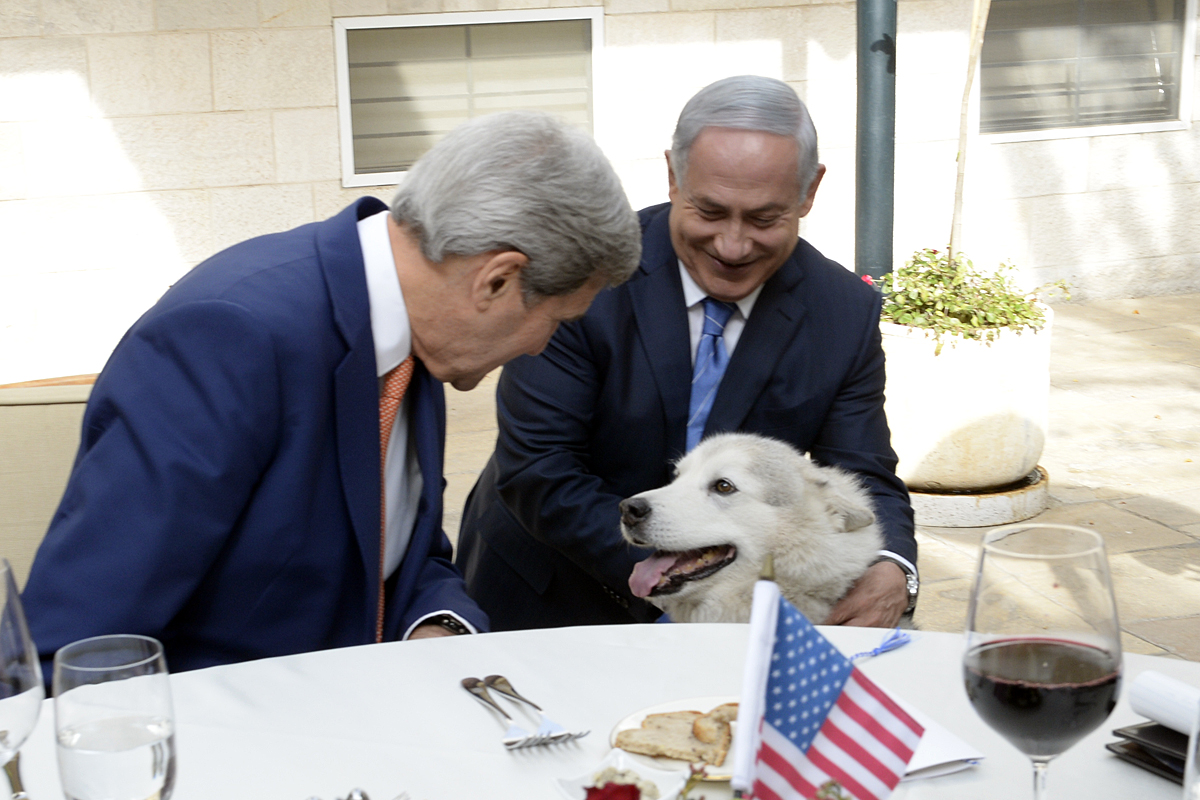
2015年11月24日，美国国务卿约翰·福布斯·克里与以色列总理内塔尼亚胡在耶路撒冷的官邸举行会谈

2014年4月2日，美国驻联合国大使萨曼莎·鲍尔重申了美国政府的立场，即美国反对巴勒斯坦单方面建国。
2014年12月，国会通过了2013年美以战略伙伴关系法案。这一新的关系比主要的非北约盟国的关系高出一个等级，增加了对国防、能源和加强商业和学术合作的额外支持。该法案还要求美国增加在以色列的战争储备18亿美元。
巴伊兰大学的贝金-萨达特战略研究中心在2014年11月进行的一项研究显示，96%的以色列公众认为以色列与美国的关系很重要或非常重要。人们还认为，美国是一个忠诚的盟友，美国将帮助以色列应对生存威胁。另一方面，只有37%的人认为奥巴马总统对以色列持积极态度(24%的人认为他的态度是中立的)。
2016年12月23日，联合国安理会通过决议，呼吁停止以色列定居点建设;奥巴马政府驻联合国大使萨曼莎·鲍尔被要求弃权——尽管美国曾在2011年否决过一项类似的决议。候任总统唐纳德·特朗普试图通过公开主张否决该决议，并成功说服埃及的阿卜杜勒-法塔赫·塞西暂时放弃对该决议的考虑，来进行调解。随后，“马来西亚、新西兰、塞内加尔和委内瑞拉再次提出”该决议，并以14票对0票获得通过。内塔尼亚胡的办公室声称，“奥巴马政府不仅未能保护以色列免受联合国的这一联合行动，还在幕后与之勾结，”他补充说:“以色列期待与候任总统特朗普以及我们在国会的所有朋友，共和党和民主党人一起，消除这一荒谬决议的有害影响。”
2016年12月28日，美国国务卿约翰·克里在演讲中强烈批评以色列及其定居点政策。以色列总理内塔尼亚胡强烈批评了联合国决议和克里的讲话。2017年1月6日，以色列政府从联合国撤回了年度会费，总额为600万美元。2017年1月5日，美国众议院以342票对80票的表决结果谴责联合国决议。

#### 2010年美以民用核协议
据陆军电台报道，美国已承诺向以色列出售用于生产电力、核技术和其他物资的材料。

### 第一次特朗普政府(2017 - 2021)

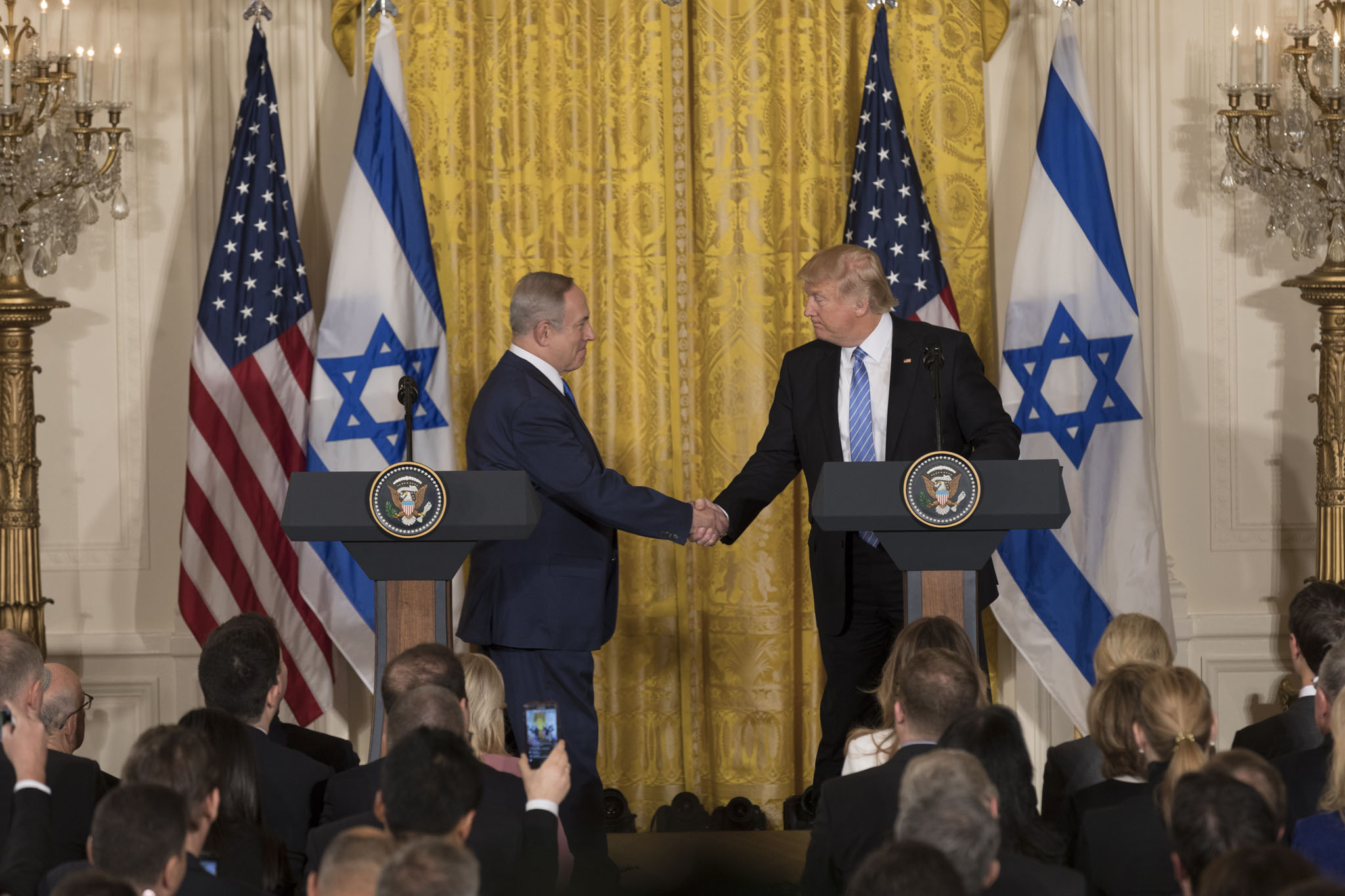
唐纳德·特朗普和本杰明·内塔尼亚胡，2017年2月15日，白宫

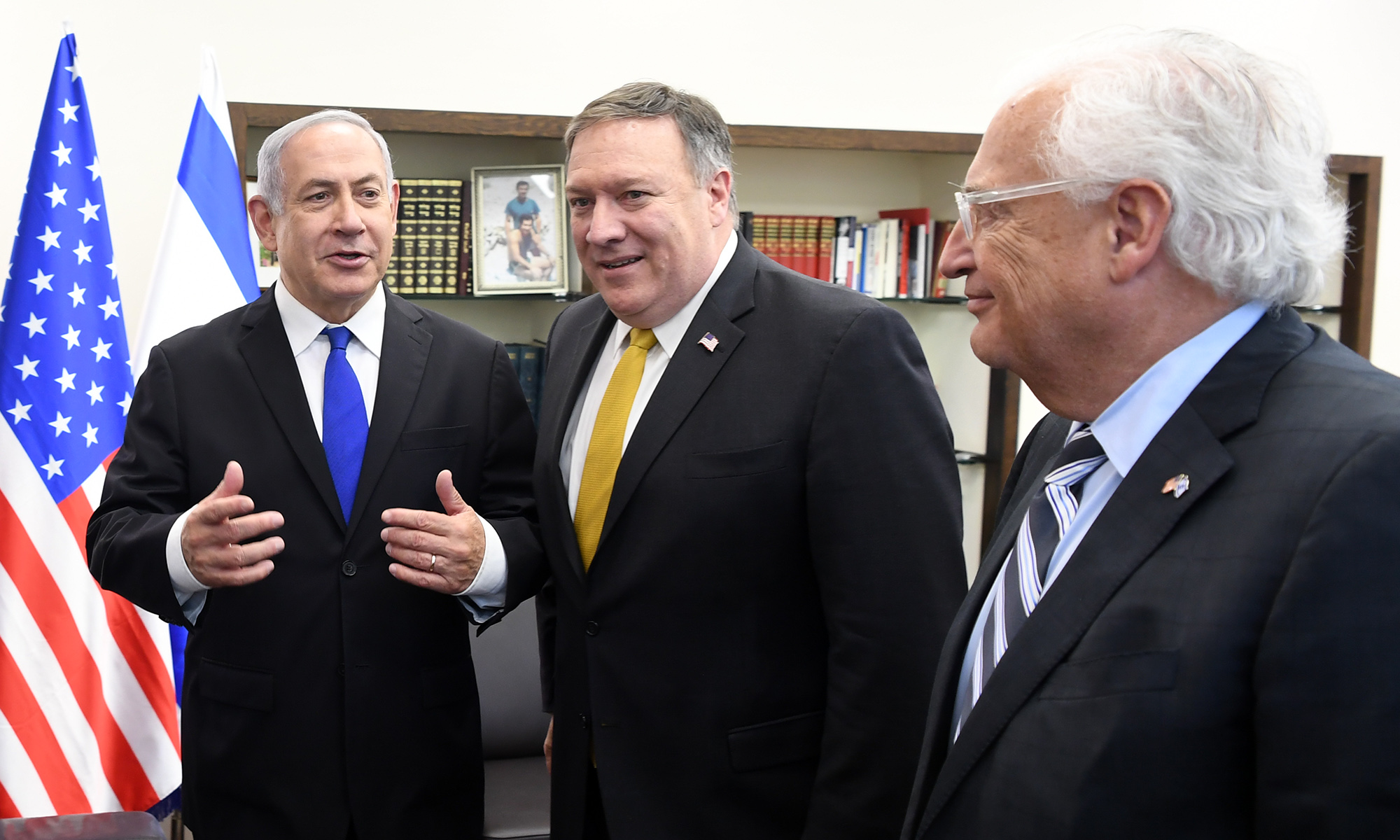
国务卿迈克·蓬佩奥和驻以色列大使戴维·M·弗里德曼与内塔尼亚胡会面。2018年4月29日

2017年1月20日，特朗普宣誓就任美国总统;他任命了新任驻以色列大使大卫·M·弗里德曼。2017年1月22日，作为对特朗普就职的回应，以色列总理本雅明·内塔尼亚胡宣布有意解除对约旦河西岸建设的所有限制。2017年9月，美国宣布将在以色列开设首个永久性军事基地。
2017年12月6日，特朗普总统承认耶路撒冷为以色列首都。2018年5月14日，也就是以色列独立70周年纪念日，美国驻耶路撒冷大使馆正式开馆（办公室仍设在特拉维夫）。
2019年3月25日，特朗普总统在华盛顿与以色列总理本雅明·内塔尼亚胡举行的联合新闻发布会上签署了美国承认戈兰高地是以色列的一部分的协议，使美国成为除以色列之外第一个承认以色列对戈兰高地拥有主权的国家。
2020年8月，特朗普、内塔尼亚胡和穆罕默德·本·扎耶德·阿勒纳哈扬共同宣布以色列和阿拉伯联合酋长国正式建立关系。几个月后，当有报道称特朗普政府将向阿联酋出售价值数十亿美元的战斗机和武装无人机时，内塔尼亚胡和以色列国防部长本尼·甘茨表示，考虑到美国也在帮助以色列军队，他们“不会反对这笔交易”。

### 拜登政府(2021-2025)

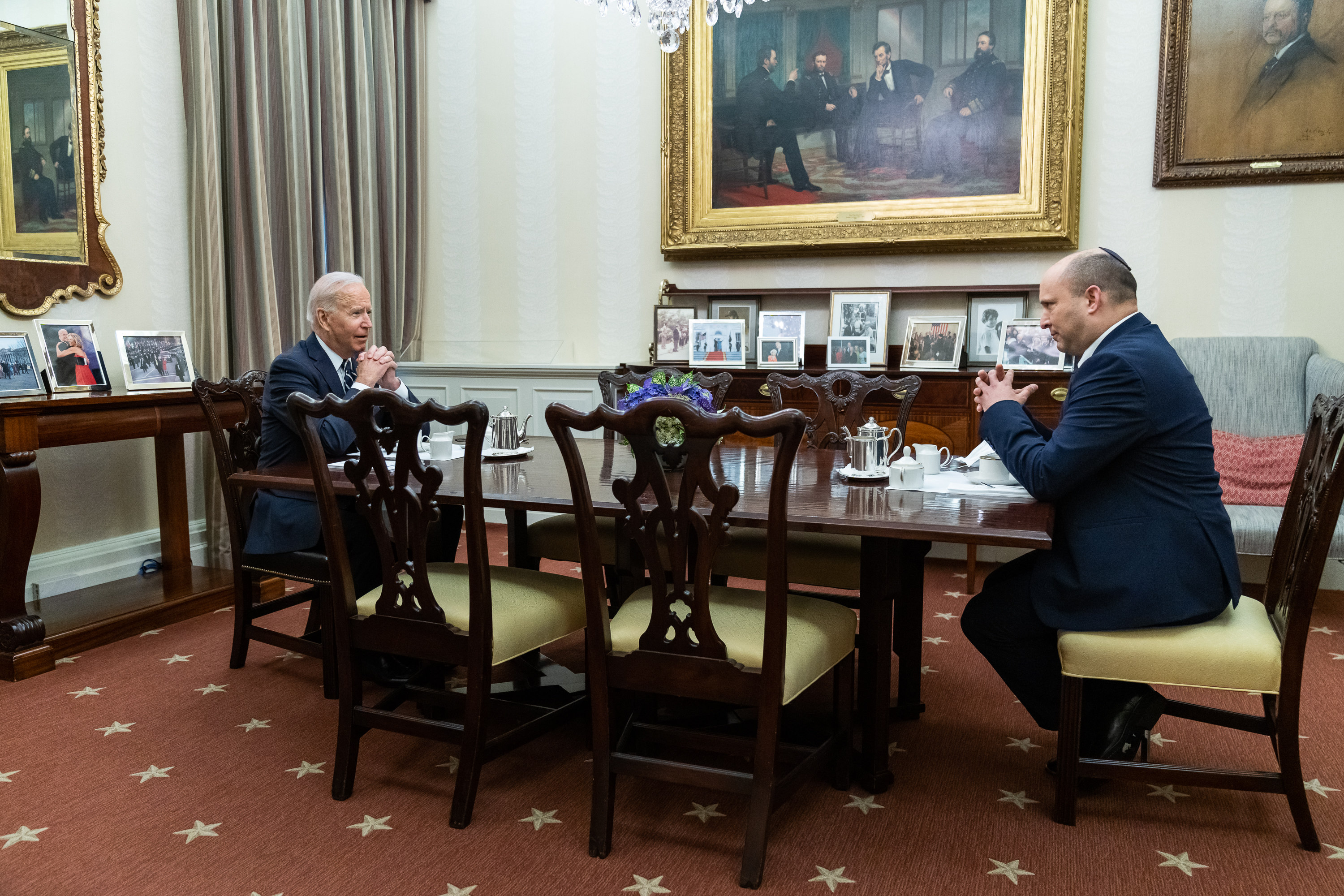
2021年8月拜登会见以色列总理納夫塔利·貝內特

在拜登政府执政初期，美国政府依然承认耶路撒冷为以色列首都，并且美国驻以色列大使馆依然会留在耶路撒冷。拜登政府还对《亚伯拉罕协定》表示支持，并寻求协定的扩大化，以推进中东和平进程。2023年11月30日，以色列加入免签证计划正式生效。
2023年10月，哈馬斯對以色列發動突擊後，拜登發表聲明，譴責這些襲擊，並表示他準備「向以色列政府和人民提供一切適當的支援手段」。 2023年10月18日，拜登總統抵達以色列，獲以色列總統艾萨克·赫尔佐格和總理內塔尼亞胡接見。
2023年12月12日，拜登出席籌款活動時稱：「我認為他（內塔尼亞胡）必須改變，有了這個政府，以色列政府使他很難採取行動」，形容內塔尼亞胡政府是「以色列歷史上最保守的政府」，指以色列「不想要兩國解決方案」。拜登又指：「世界上大多數人都支援他們（以色列）」，但「由於發生無差別的轟炸，他們開始失去這種支援。」活動中，拜登暗指一次私人談話，指以色列領袖在談話中說：「你用地毯式轟炸德國，你投下原子彈，很多平民死了。」拜登回答：「是的，這就是為何所有這些機構都是在第二次世界大戰後成立的，以確保這種情況不再發生......不要犯我們在九一一中犯的同樣錯誤。 我們沒有理由不得不在阿富汗打仗。」

### 第二次特朗普政府(2025年至今)

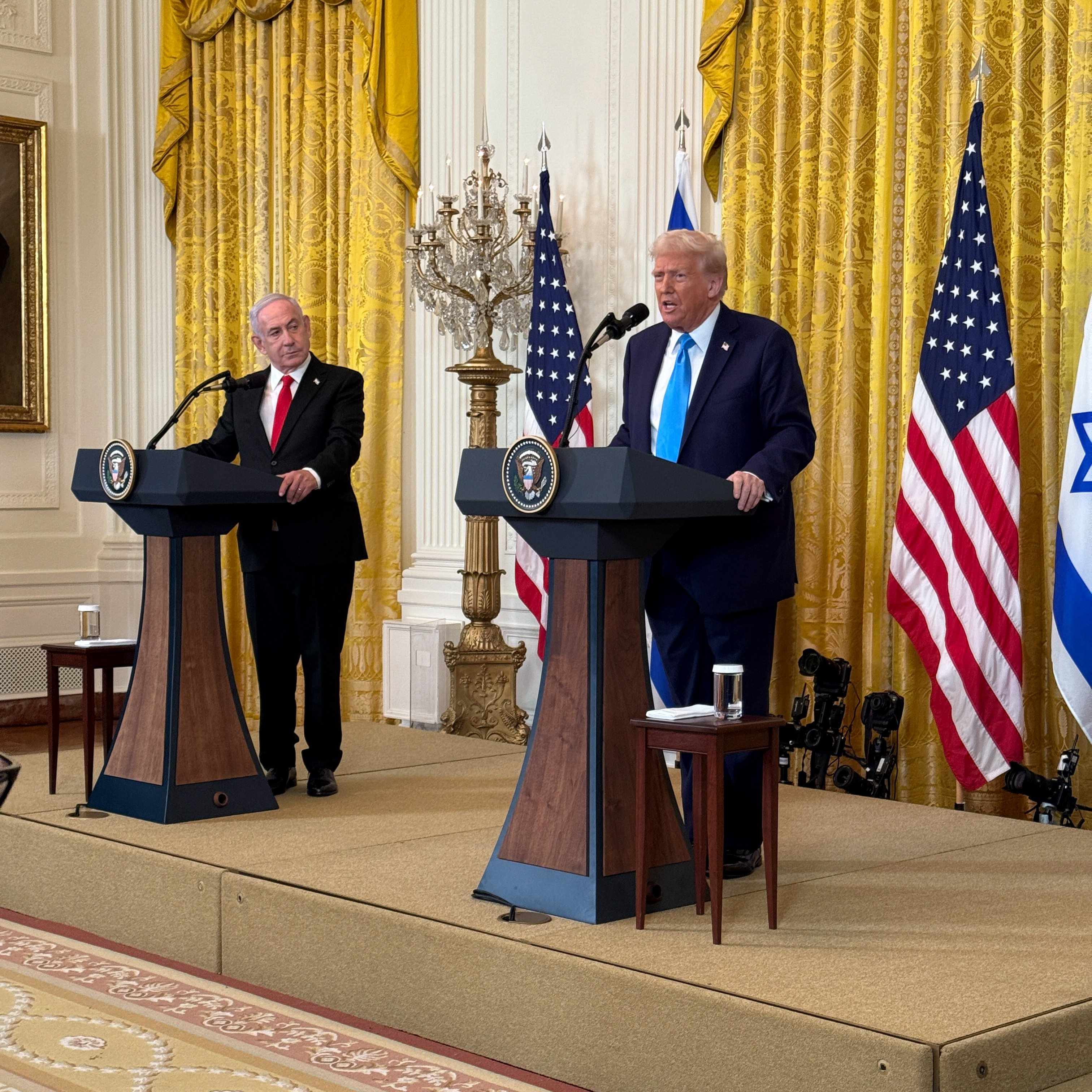
2025年2月，川普与内塔尼亚胡

在他的第一次任期內，川普被認為是美國最親以色列的美國總統之一。在2024年總統競選期間，川普敦促以色列總理班傑明·內塔尼亞胡在兩個月內結束在加薩的以色列—哈馬斯戰爭，並為攻擊伊朗核設施打開了大門。選舉後，川普自2017年以來首次與巴勒斯坦總統馬哈茂德·阿巴斯通話。在通話中，川普表達了迅速結束加薩戰爭的願望。川普的女婿、前白宮高級顧問賈里德·庫什納預計將作為總統外部顧問在美國未來的中東政策中發揮關鍵作用。庫什納親以色列並與多位阿拉伯領導人有聯繫，曾在川普第一任總統期間幫助斡旋《亞伯拉罕協議》。川普的大多數顧問和內閣成員都被認為是以色列的堅定支持者。
2025年6月22日，特朗普下令美国空军和海军对伊朗的福尔多燃料浓缩厂、納坦茲核設施和伊斯法罕城市发动美国袭击伊朗核设施，标志着美国正式介入以色列与伊朗的冲突。

## 当前的问题

### 美国援助

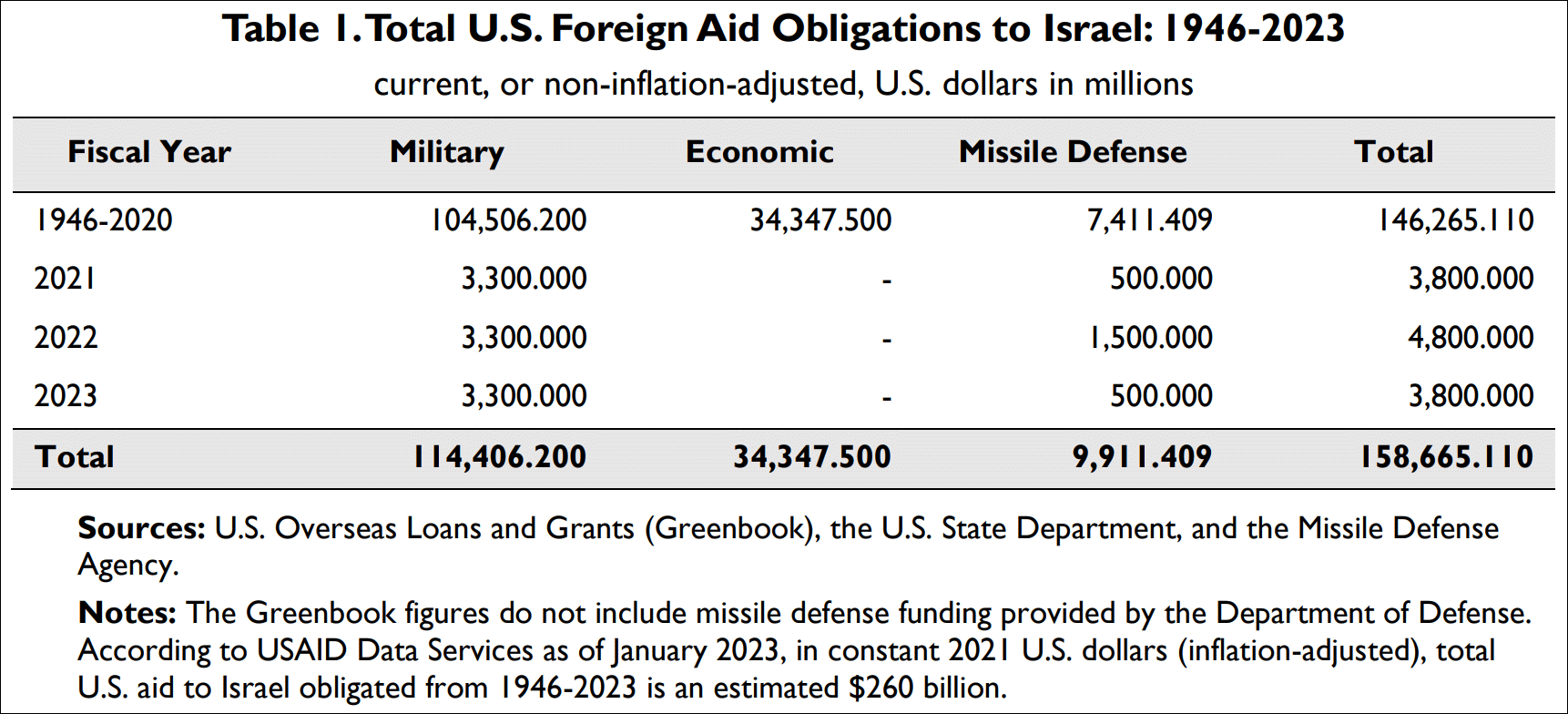
表格来自2013年4月11日美国国会研究处题为“美国对以色列的援助”的报告。

自20世纪70年代以来，以色列一直是美国对外援助的最大受援国之一。过去，一部分用于经济援助，但由于以色列经济的增长，所有对以色列的经济援助在2007年结束。目前，以色列每年通过外国军事融资(FMF)获得30亿美元的美国军事援助。其中74%的资金必须用于购买美国国防设备、服务和培训。因此，“许多人认为美国对以色列的军事援助是对美国工业的补贴”，肯尼斯·M·波拉克如是说。
外国军事融资旨在促进美国的国家安全，为全球稳定做出贡献，加强对民选政府的军事支持，遏制跨国威胁，包括恐怖主义和武器走私。据美国国务院称，这些拨款使美国的盟友能够提高他们的防御能力，促进美国和受援国之间更紧密的军事关系。与此同时，肯塔基州共和党参议员兰德·保罗表示，在美国向以色列提供军事援助的问题上，“援助妨碍了以色列做出自己认为合适的决定”。
1998年，以色列、国会和政府官员同意在十年内将12亿美元的经济支持基金削减为零，同时将外国军事融资从18亿美元增加到24亿美元。除预定的削减外，还有额外的2亿美元反恐援助，12亿美元用于执行怀伊协定，以及追加拨款法案为2003财政年度的金融稳定基金再提供10亿美元的援助。在2005财政年度，以色列获得了22.02亿美元的外国军事融资，3.57亿美元的经济支持基金，以及5000万美元的移民定居援助。在2006年，政府已要求提供2.4亿元的经济支持基金和22.8亿元的外国军事融资。第3057号决议于2005年6月28日在众议院获得通过，并于7月20日在参议院获得通过。美国参众两院的措施还支持拨款4千万美元，用于安置来自前苏联的移民，并计划把剩下的埃塞俄比亚犹太人带到以色列。

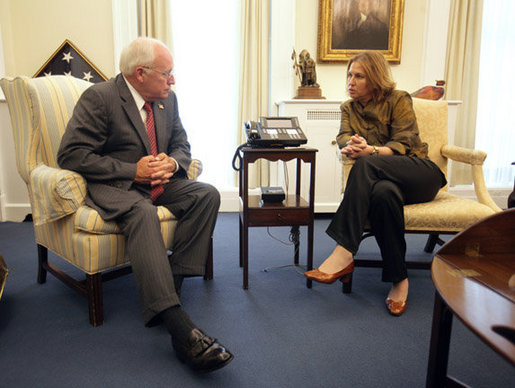
美国前副总统迪克·切尼在白宫会见以色列外交部长齐皮·利夫尼

奥巴马总统提出的2010财政年度预算中，国际事务项目的拨款为538亿美元。从该预算中拨出57亿美元用于外国军事融资、军事教育和维持和平行动。在57亿美元中有28亿美元，也就是几乎有50%拨给了以色列。以色列还获取了大约30亿美元的有条件贷款担保，如果以色列满足美以联合经济发展集团谈判的条件，还将获得额外资金。
《华盛顿时报》国家安全记者伊莱·雷克2011年9月23日报道称，奥巴马在总统任期之初曾授权“向以色列军队提供重大新援助，包括出售55枚被称为地堡杀手的深度穿透炸弹”。
以色列前空军司令、退役少将埃坦·本·埃利亚胡称，美国向以色列出售洛克希德·马丁公司的具有核能力的F-35闪电II战斗机是对两国关系的关键考验。
虽然美国法律禁止对外国军事融资销售使用抵消协议，但以色列工业合作管理局试图确保约35%的此类销售的工业参与合同。
在2013财政年度，美国自动预算封存程序按照2011年预算控制法案的要求生效。该进程削减了某些可自由支配开支的拨款，减少了对以色列的1.57亿美元的外国军事援助，还减少了对以色列和美国-以色列导弹防御计划的拨款，减少了3,270万美元。
2013年11月，史蒂芬·施特劳斯(哈佛大学肯尼迪学院的一名教员)发表了一篇社论，呼吁美国逐步停止对以色列的所有援助。施特劳斯教授认为，美国应该与以色列保持密切关系，但以色列有足够的财力购买所需的军事装备。

### 定居点问题
美国认为以色列在西岸建立定居点是和平谈判成功的障碍，并承认大多数世界大国认为这些定居点是非法的。另一方面，以色列视这片土地为安全堡垒，而虔诚的犹太以色列人则认为这片土地是上帝赐予的遗产。以色列说，它计划在任何和平条约中保留定居点。2015年1月，在“Adei Ad非法前哨”的犹太定居者向前来视察被占领的约旦河西岸一片巴勒斯坦人拥有的树林遭到破坏的美国代表团的外交官投掷石块。据报道，最近定居者涉嫌将数千棵橄榄树树苗连根拔起，其中一些树苗是为了纪念巴勒斯坦高级官员齐亚德·阿布·艾因，他在与一名以色列士兵发生争执后倒地而死。美国领事馆来检查这些树苗园，因为一些土地所有者声称拥有美国国籍。不过没有人员伤亡报告。美国国务院发言人杰夫·拉特克表示:“我们可以证实，今天在约旦河西岸，在巴勒斯坦村庄图尔穆斯·阿亚附近，总领事馆的一辆车遭到石块袭击，一群武装定居者与之对峙。”他补充说，美国“深切关注”这次袭击，以色列当局承认“事件的严重性”。警方发言人说，警方正在调查这起事件，目前还没有人被逮捕。美国国务院向以色列当局提供了一盘录像带，显示没有美国人拔出武器。该地区委员会主席敦促内政部长驱逐美国代表团，并称他们是间谍。尽管这是已知的第一起针对美国外交人员的人身攻击，但预计这一事件将使已经紧张的美国和以色列之间的关系降温。

### 华盛顿就向叙利亚和平谈判问题进行施压
叙利亚一再要求以色列重新开始与叙利亚政府的和平谈判。以色列政府内部正在就叙利亚邀请进行谈判的严重性进行辩论。一些以色列官员声称，他们与叙利亚进行了一些未公开的谈判，而这些谈判没有得到以色列政府的正式批准。
美国要求以色列停止与叙利亚进行试探性的接触，以测试大马士革是否真的公开表示有意与以色列举行和平谈判。美国国务卿康多莉扎·赖斯强硬地向以色列官员表达了华盛顿对此事的看法，即即便是与叙利亚的试探性谈判也绝不能尝试。多年来，以色列遵从华盛顿的要求，停止正式恢复和平谈判。然而，在2008年5月左右，以色列通知美国，它将在土耳其的斡旋下与叙利亚开始和平谈判。几个月后，由于加沙战争，叙利亚退出了和平谈判。

### 华盛顿斡旋“和平进程”
美国在促进以色列和巴勒斯坦权力机构之间的和平谈判方面发挥了突出的作用。美国一直被批评为以色列政府的代理人，而不是一个诚实的中间人，迎合和协调以色列政府，以推进和平谈判为代价。例如，根据美国-以色列“不出意外”的政策，美国政府必须先与以色列政府核实任何推进谈判的想法，然后才会公开提议。据称，这可能剥夺了美国“真正缔造和平所需的独立性和灵活性”。

### 对华军售
多年来，美国和以色列经常讨论以色列向各国，特别是中华人民共和国出售敏感安全设备和技术的问题。美国政府认为，此类军售可能对美国驻亚洲部队的安全构成威胁。中国指望从以色列获得它无法从其他地方获得的技术，并购买了一系列广泛的军事装备和技术，包括1999年的通信卫星和“哈比”无人驾驶飞机，2004年中国在台湾海峡进行了测试。2000年，美国说服以色列取消出售EL/M-2075费尔康预警机。据称，美国还要求以色列提供最近与中国达成的60项武器交易的信息，并同意美国对武器交易进行监督，因为这些交易可能被视为对美国“敏感”。

### 与委内瑞拉的维修合同
2005年10月21日，据报道，来自华盛顿的压力迫使以色列冻结了与委内瑞拉的一项主要合同，目的是升级其22架美制F-16战斗机。以色列政府曾请求美国允许其继续进行该交易，但未获批准。

### 耶路撒冷

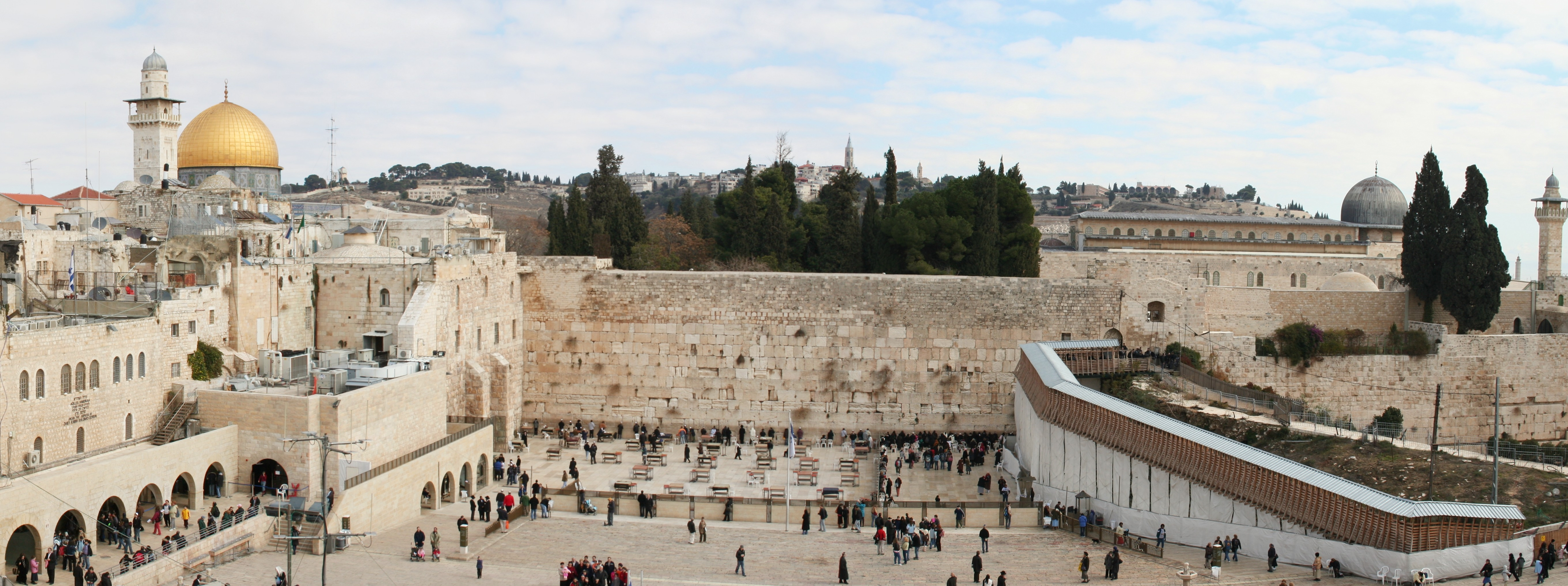
西墙位于耶路撒冷圣殿山附近，是犹太人最重要的宗教遗址

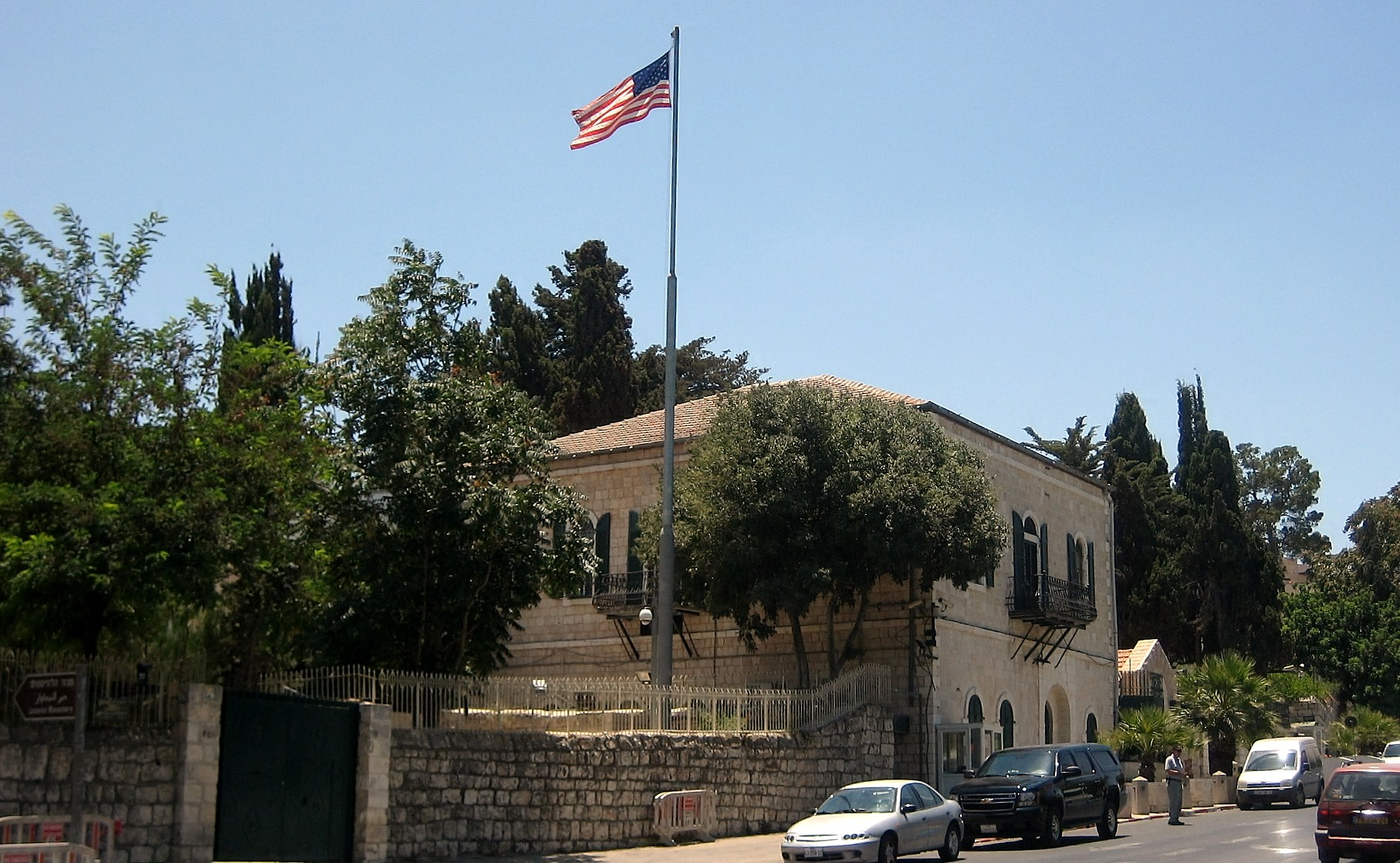
耶路撒冷的旧美国领事馆

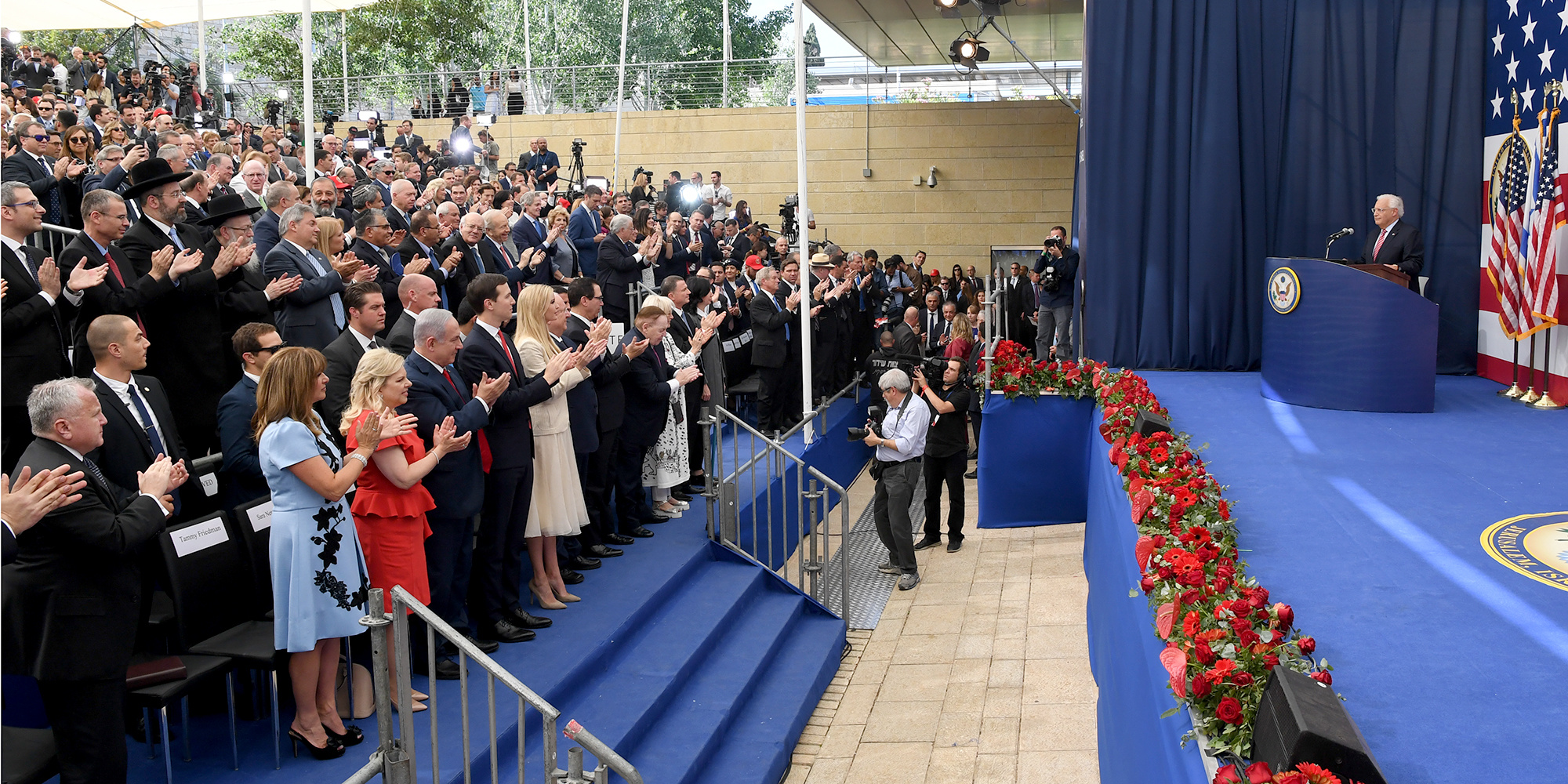
内塔尼亚胡、贾里德·库什纳和伊万卡·特朗普出席了美国驻耶路撒冷大使馆的开幕仪式

在1967年的六日战争中占领东耶路撒冷后，以色列吞并了它，并将其并入耶路撒冷自治市，并在那里的阿拉伯人社区修建了居民区和住宅，以及政府办公楼。以色列坚称耶路撒冷是其永恒和不可分割的首都。美国不同意这一立场，认为耶路撒冷的永久地位仍有待谈判。这是基于联合国1947年的巴勒斯坦分治计划，该计划呼吁对耶路撒冷实行独立的国际管理。这一立场当时得到大多数其他国家和犹太复国主义领导人的接受，但遭到阿拉伯国家的拒绝。1967年以前，大多数国家都在特拉维夫设立了大使馆，耶路撒冷也的地位也存在争议。1993年9月以色列和巴勒斯坦解放组织之间签署的原则宣言及其后的奥斯陆协定同样指出，它是永久地位谈判的一个议题。美国政府一直表示，耶路撒冷的地位尚未得到解决。美国驻以色列大使馆仍设在特拉维夫。
然而，在1995年，国会两院以压倒多数通过了耶路撒冷大使馆法案，在1999年5月31日之前将大使馆迁往耶路撒冷，并建议对国务院不遵守该法案的行为进行资金处罚。在宪法问题、国会对外交政策的干预以及基于国家安全利益的一系列总统弃权等问题上，这一提议遭到了各届政府的强烈反对。自克林顿政府通过该提议以来，这一提议一直被推迟。
美国驻耶路撒冷总领事馆始建于1844年，就在雅法门内。1856年，在同一栋大楼里设立了永久领事办公室。教会于19世纪末迁至先知街，并于1912年迁至现在的阿格伦街。东耶路撒冷纳布卢斯路上的总领事馆建于1868年，由美国殖民地酒店的所有者维斯特家族修建。2006年，美国驻阿格隆路总领事馆租用了附近的一栋建筑，这是一座建于19世纪60年代的修道院，目的是提供更多办公空间。
2010年3月，马克斯·布特援引大卫·霍威尔·彼得雷乌斯将军的话说，中东和平进程缺乏进展，“助长了反美情绪，破坏了温和的阿拉伯政权，限制了美国与伙伴关系的力量和深度，增加了伊朗的影响力，投射出美国软弱的形象，并成为基地组织强有力的招募工具”。当记者菲利普·克莱因提问时，彼得雷乌斯说，布特“挑毛病”，“歪曲”了他的讲话。他认为，有许多重要因素阻碍着和平，包括“一大批极端主义组织，其中一些组织否认以色列存在的权利”。他继续说道:“有一个拥有核项目的国家否认大屠杀的发生。所有这些因子都在这里，以色列只是其中之一。”2010年3月，美国副总统乔·拜登访问耶路撒冷时，以色列宣布将在东耶路撒冷社区拉马特·什洛莫建造1600套新住宅，美以关系一度紧张。美国国务卿希拉里·克林顿称此举是“侮辱”。以色列为宣布这一决定的时机表示道歉。
2017年12月6日，美国总统唐纳德·特朗普正式承认耶路撒冷为以色列首都，并宣布有意将美国大使馆迁往耶路撒冷。2018年1月22日，副总统迈克·彭斯在以色列议会发表演讲，宣布大使馆将在2019年底前搬迁。2018年10月18日，美国国务卿蓬佩奥宣布将美国驻耶路撒冷总领事馆合并为美国驻耶路撒冷大使馆。迄今为止，总领事馆一直负责处理美国与巴勒斯坦人的关系。2019年3月初，总领事馆正式并入美国大使馆，结束了美国分别向以色列和巴勒斯坦派驻使团的做法。总领事馆的前阿格伦街旧址将被改造成大使馆新的巴勒斯坦事务部门。

### 公众观点

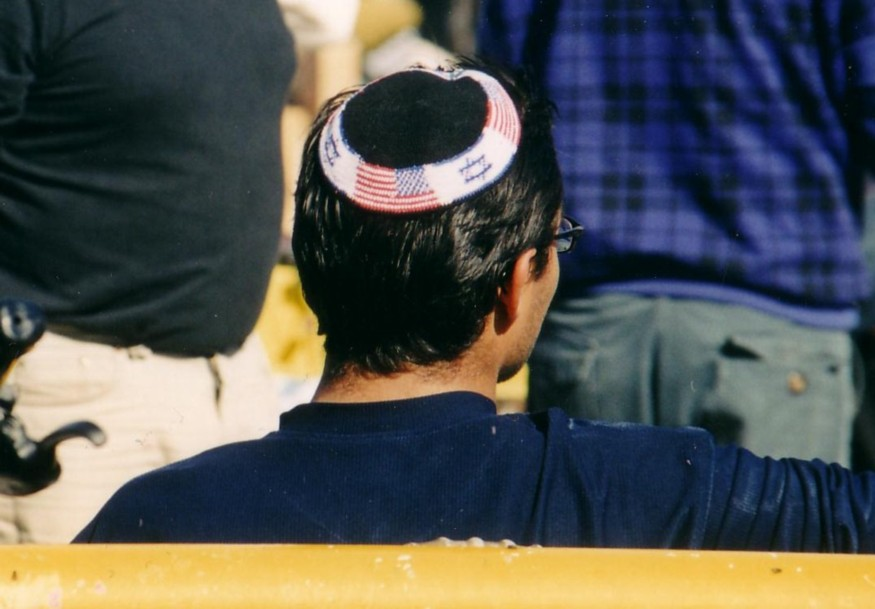
有以色列和美国国旗的基帕

截至2006年7月，一项民意调查显示，44%的美国人认为“美国对以色列的支持是适量的”，11%的人认为“太少”，38%的人认为“太多”。该调查还询问了“总的来说，你是支持还是反对建立一个联合国承认的巴勒斯坦国?”42%的人表示支持，34%的人表示反对。许多美国人质疑对以色列的援助水平和总体承诺，认为美国的偏袒是以牺牲与多个阿拉伯国家关系的改善为代价的。其他人坚持认为，民主的以色列是一个有益的战略盟友，并认为美国与以色列的关系加强了美国在中东的存在。2002-2006年盖洛普民意测验通过党派(共和党/民主党)和意识形态(保守派/温和派/自由派)对美国人进行的调查发现，虽然右翼(保守派共和党人)对以色列的同情最为强烈，但最左翼(自由派民主党人)对以色列的同情比例也更高。虽然比例不同，但每个群体都最同情以色列，其次是同情两者，更同情巴勒斯坦人的人最少。这些发现支持了美国两党都支持以色列的观点。2007年的盖洛普世界事务调查包括了美国人对世界各国的年度最新评级，并要求美国人对这些国家的总体重要性进行评级。根据该调查，以色列是唯一一个大多数美国人同时对其持好感的国家，一半以上的人表示以色列的情况对美国至关重要。2013年的盖洛普民意调查发现，64%的美国人同情以色列人，12%的人同情巴勒斯坦人。对民调数据的分析显示，共和党人、保守派和美国老年人更有可能偏袒以色列。共和党人(78%)比民主党人(55%)更有可能同情以色列。自2001年以来，民主党对以色列的支持率上升了4%，而同期共和党对这个犹太国家的支持率上升了18个百分点。支持巴勒斯坦人的受访者比例随着正规教育的增加而增加，从没有大学经历的受访者的8%到研究生的20%不等。根据盖洛普的调查，巴勒斯坦人从民主党、自由派和研究生中得到的同情最多，但即使在这些人中，支持度也只有24%。根据2013年BBC世界服务的一项民意调查，美国是接受调查的西方国家中唯一对以色列持正面看法的国家，也是唯一一个多数人持正面看法的国家，51%的美国人对以色列的影响持正面看法，32%的人持负面看法。
以色列对美国的态度大体上是积极的。在衡量一个国家对美国看法的几个方面，(美国的民主观念，做生意的方式，音乐，电影和电视，科学和技术，以及美国思想的传播)以色列都是最积极的发达国家。
2012年，美国的以色列倡导组织大卫项目的一份报告发现，美国最强烈的反以色列行为出现在大学里。报告引用了那些在美国大学里感觉很舒服的犹太学生的经历，否认了人们普遍认为的反以色列情绪是建立在反犹主义的基础上的。相反，据说问题出在对以色列的“一点一滴的负面评价”上，这种负面评价有可能在长期内侵蚀人们对以色列的支持，并最终可能从校园蔓延到广大民众。根据以色列项目(TIP)，在种族群体中，西班牙裔和拉丁裔人口被认为是对以色列最敌视的。根据TIP，以色列在美国老年人、共和党人、保守派和福音派中更受欢迎，而在“自由派精英”、非裔美国人和民主党人中则不那么受欢迎。
2012年，以色列紧急委员会和其他犹太慈善机构之间出现了紧张局势，该委员会称这些机构对以色列怀有敌意。据保罗·伯杰称，该组织针对犹太慈善机构的广告似乎并不成功，他们指控这些慈善机构支持反以色列组织。以色列紧急委员会在纽约时报的广告引用了几位人士的话说，他们立即与宣传活动撇清了关系。这则广告所针对的犹太团体报告称，在捐赠支持方面几乎没有变化。
2014年12月，一项针对以色列人的民意调查显示，大多数以色列人认为以色列与美国的关系“处于危机之中”。调查发现，61.7%的受访者认为美以关系存在危机。不到四分之一的受访者表示，两国关系“稳定且良好”。大多数受访者表示，内塔尼亚胡政府“损害”了两国关系。尽管以色列人对美国持积极态度，但调查发现，以色列人普遍不信任美国总统，只有37%的受访者认为奥巴马对以色列的看法是“积极的”，而61%的人认为奥巴马对以色列的态度是“消极的”或“中立的”。
2015年彭博新闻社对美国人进行的一项民意调查问:“谈到美国和以色列的关系，你更赞同以下哪一点?”47%的受访者选择“以色列是盟友，但当我们与他们意见相左时，我们应该追求美国的利益。”45%的受访者选择“以色列是一个重要的盟友，是该地区唯一的民主国家，即使我们的利益出现分歧，我们也应该支持它。”8%的人不确定。

### 移民问题
以色列在很大程度上是一个犹太移民国家。以色列欢迎受到犹太复国主义(犹太民族运动)鼓舞的新来者。犹太复国主义是许多犹太人渴望生活在他们的历史家园的一种表达。来自中东和欧洲国家的移民人数最多。
美国在协助以色列完成在短时间内吸收和同化大量移民的复杂任务方面发挥了特殊作用。在以色列建国后不久，杜鲁门总统提供了1.35亿美元的贷款，以帮助以色列应对成千上万来自大屠杀的难民的到来。在以色列建国的头三年里，移民的数量是原来人口的两倍多。
在以色列历史上，大规模移民一直在持续。自1989年以来，以色列从前苏联吸收了大约100万犹太人。美国曾与以色列合作，将来自阿拉伯国家、埃塞俄比亚和前苏联的犹太人带到以色列，并帮助他们融入以色列社会。此外，两国之间也有移民，每年有许多美国犹太人移民以色列，而美国是以色列人永久或长期移民的首选目的地。

#### 企业交流
美国-以色列几个跨区商会的存在是为了促进以色列和美国公司相互进入对方市场的扩张。摩托罗拉、IBM、微软和英特尔等美国公司选择在以色列建立主要的研发中心。以色列在纳斯达克上市的公司比北美以外的任何国家都多。

### 战略合作

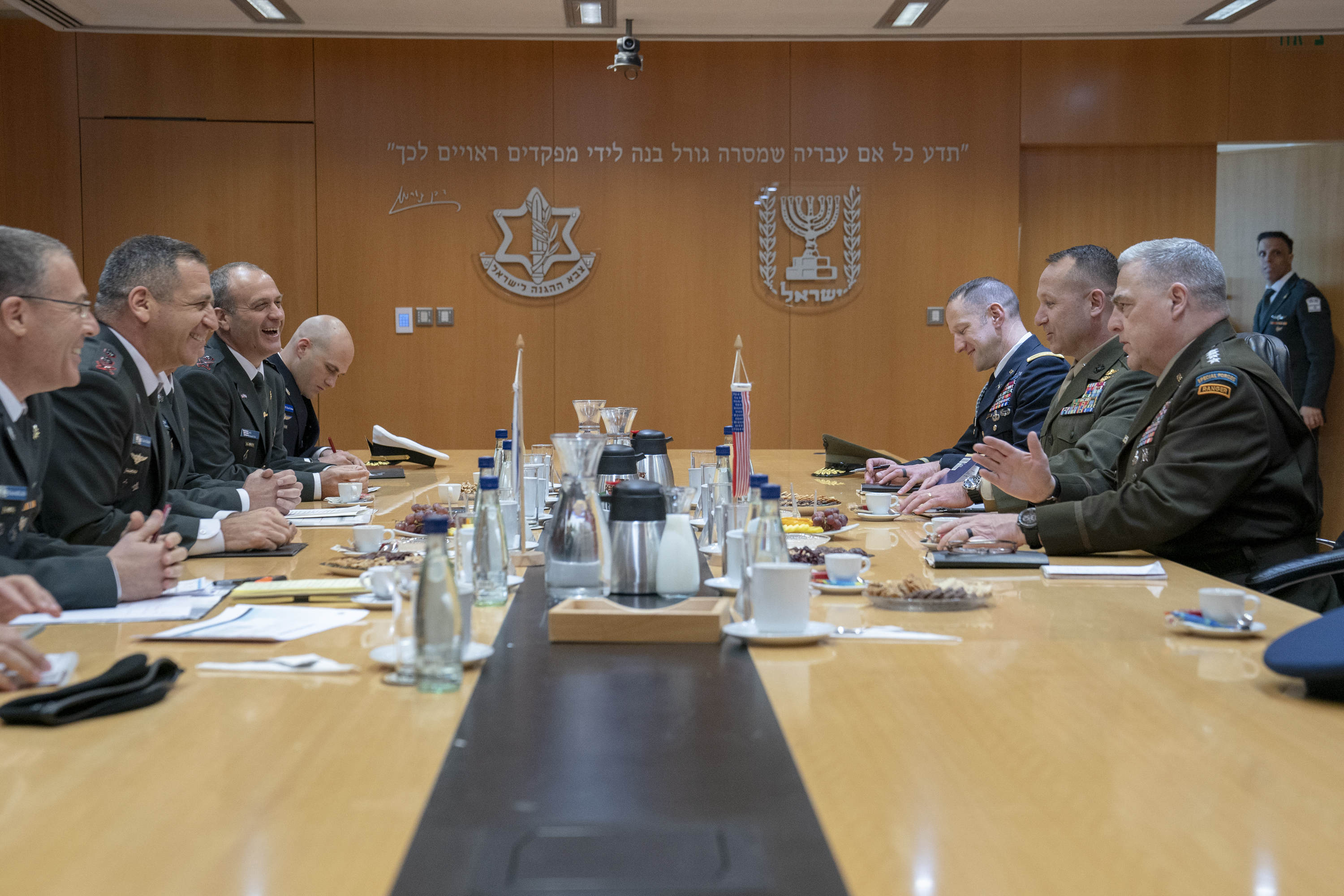
以色列(左)和美国(右)的将军们将于2019年在特拉维夫会面

美国和以色列正在进行广泛的战略、政治和军事合作。这种合作是广泛的，其中包括美国的援助、情报共享和联合军事演习。美国对以色列的军事援助有不同的形式，包括赠款、特别项目拨款和贷款。
奥巴马总统承诺保持以色列相对于该地区其他国家的军事优势。

#### 谅解备忘录
两国为了应对中东地区的安全威胁，经常采取一些措施，包括联合军事演习和准备活动、防务贸易合作以及维护设施的使用。谅解备忘录的签署标志着美国和以色列政府之间密切的安全合作和协调的开始。1981年，以色列国防部长阿里埃勒·沙龙和美国国防部长卡斯帕·温伯格签署了一份谅解备忘录，承认“美国和以色列之间的共同友谊纽带，并建立在两国之间存在的相互安全关系的基础上”，以色列和美国在安全问题上的全面合作正式开始。该备忘录要求采取若干措施。

#### 导弹项目
美以战略关系的一个方面是联合开发箭式反弹道导弹计划，旨在拦截和摧毁弹道导弹。这项发展是由以色列和美国共同资助的。该计划还为美国提供了研发额外武器系统所需的研究和经验。到目前为止，开发成本在24亿到36亿美元之间，美国承担了最终成本的50%。

#### 反恐
1996年4月，美国总统比尔·克林顿和以色列总理西蒙·佩雷斯签署了美以反恐协议。两国同意在信息共享、培训、调查、研究和发展以及政策制定方面进一步开展合作。

#### 国土安全
在联邦、州和地方各级，以色列和美国在国土安全方面进行了密切合作。以色列是第一批与美国国土安全部合作制定加强国土安全措施的国家之一。在这个框架内，有许多伙伴关系领域，包括旅行和贸易的准备和保护。美国和以色列的执法官员和国土安全官员定期在两国会面，研究反恐技术和有关情报收集和威胁预防的新想法。
2005年12月，美国和以色列签署了一项协议，开始联合行动，在以色列最繁忙的海港海法安装特殊设备，以侦测核材料和其他放射性材料的走私。这一努力是美国能源部国家核安全管理局防扩散项目的一部分，该项目与外国伙伴合作，以发现、制止和制止核材料和其他放射性材料的非法贩运。

#### 军事基地
美国在以色列境内7号空军基地保留了6个战争储备库，并在这些地点保留了大约3亿美元的军事装备。这些设备为美国所有，供驻中东的美国部队使用，但也可以在危机期间转移给以色列使用。据称，美国还在这些地点保留了战斗机和轰炸机，其中一个基地据信为美国海军陆战队和特种部队提供了一个有500个床位的医院。根据美国军事记者和评论员威廉·阿金在他的《代号》一书中所述，美国已经在以色列境内至少六个地点预先部署了弹药、车辆和军事设备，甚至一所拥有500个床位的医院，供美国海军陆战队、特种部队、空军战斗机和轰炸机在中东战时应急时使用。阿金在他的书中写道，一些地点位于本古里安机场，内瓦提姆，奥夫达空军基地，和赫兹利亚。这些地点分别编号为“地点51”、“地点53”、“地点54”、“地点55”及“地点56”。有些仓库在地下，有些是作为机库建造的。根据阿金的说法，51号地点的弹药和设备都存放在地下仓库。第53个地点是以色列空军基地的弹药储存和战争储备车辆，第54个地点是特拉维夫附近的一所紧急军事医院，有500个床位，第55和56个地点是弹药库。然而，以色列并不是中东地区唯一拥有美国军事基地的国家;美国在土耳其、埃及、约旦、沙特阿拉伯(大部分在2003年撤出)、阿曼、波斯湾国家科威特、巴林(美国第五舰队总部)、卡塔尔和阿拉伯联合酋长国都有军事基地。美国第五舰队在巴林的总部是为了监督和威慑伊朗在波斯湾地区的动向。
以色列的地中海港口海法经常接待总部位于意大利那不勒斯的美国第六舰队的海军舰艇。
迪莫纳雷达设施是位于以色列内盖夫沙漠的美国雷达设施，位于迪莫纳附近。该设施有两座400英尺高的雷达塔，用于跟踪太空中的弹道导弹，并为地面导弹提供拦截所需的目标数据。它可以探测到1500英里以外的导弹。该设施由美国军方拥有和运营，只向以色列提供二手情报。该设施的塔是世界上最高的雷达塔，也是以色列最高的塔。

#### 情报关系
自20世纪50年代以来，美国和以色列就在情报问题上进行了合作。1956年，一篇关于赫鲁晓夫谴责斯大林的秘密演讲被提前公开，以色列是幕后黑手。在整个冷战期间，以色列向美国提供了从阿拉伯人手中缴获的苏制武器系统的信息。以色列还为美国提供了大量的中东情报。在伊朗革命和1983年贝鲁特兵营爆炸事件之后，CIA变得更加依赖以色列的情报。与此同时，美国向以色列提供了卫星图像。据报道，在20世纪80年代初，美国中央情报局开始向以色列提供情报，但以色列拒绝向其最亲密的北约盟国提供情报。特别值得一提的是，以色列从KH-11凯南军事卫星上获得了几乎无限的情报，不过在巴比伦行动之后，以色列获得的情报受到了限制。
美国国家安全局承认，它向以色列提供未经过滤的原始信息和截获的情报，其中包括美国公民的私人信息和一些细节。

#### 美国对以色列的间谍活动
尽管两国进行了密切的情报合作，但两国一直在彼此之间进行大量的间谍活动。美国主要试图渗透到以色列的政治、军事和情报圈，收集有关以色列所谓的核能力和非常规能力的信息，而以色列也渗透到美国政府，并在美国从事工业间谍活动，试图提高其军事和所谓的核能力。1985年，美国海军情报部门的文职分析员乔纳森·波拉德被捕，被控向以色列特工传递高度机密的文件。他承认了一项阴谋向外国政府提供国防信息的罪名，并被判处终身监禁。以色列后来授予他公民身份，并要求释放他。
1996年，两起间谍丑闻曝光。据透露，美国国家安全局(National Security Agency)窃听了以色列驻华盛顿大使馆的电话，并破解了以色列的安全密码，向美国暴露了以色列最深层次的政策秘密。窃听行为是在“重大丑闻”曝光后被发现的，当时美国国家安全局截获的一个电话被公之于众。考虑到以色列在计算机和电子技术方面的专长，以及其电子代码系统的复杂程度，人们普遍认为，美国国家安全局(NSA)利用以色列间谍获取了安全代码。由此引发的“重大丑闻”，是指以色列情报机构在美国政府内部拥有一名地位很高的间谍。
2004年11月10日，一艘美国潜艇进入距海法海岸18公里的以色列领海。这艘潜艇的任务从未被披露。据信，它一直试图收集有关该市海军基地、总部和其他重要基础设施的情报，还被怀疑企图拦截以色列海军电子信号，测试以色列对入侵的反应。它还可能试图在以色列海军总部和其他重要设施附近安装传感器。在进入以色列水域几分钟后，这艘潜艇被以色列海军发现并跟踪。这艘潜艇最初被认定属于北约的一个大国，后来被证实是美国的。以色列总参谋部没有下令对一个被认为是一个友好国家的资产的东西发动攻击。几个小时后，潜艇潜入水中并逃走，大概是认定自己处于监视之下。以色列海军随后派出快速巡逻艇、导弹船和直升机进行追击。这艘潜艇没有被找到，但军方消息人士坚称，这艘潜艇未能完成任务。据以色列官员称，这样的间谍任务很常见，西方间谍潜艇以前也曾被以色列拦截过。
2013年12月，泄密者爱德华·斯诺登公布的文件显示，2009年1月，美国国家安全局和英国政府通信总部监视了以色列总理埃胡德·奥尔默特的一个电子邮件地址，并监控了时任以色列国防部长埃胡德·巴拉克和他的幕僚长之间的电子邮件往来。

#### 以色列对美国的间谍活动
当涉及到间谍活动，包括针对美国的间谍活动时，以色列人相当咄咄逼人。一名前美国高级情报官员说:“他们都是为了保护以色列国家的安全，为了实现这个目标，他们不惜一切代价。”2014年5月，斯诺登获得并由记者格伦·格林沃尔德公布的一份美国国家安全局文件显示，中情局担心以色列在美国建立了一个庞大的间谍网络。两国的国防部长都否认了这一说法，查克·哈格尔说，他没有事实来证实这份报告，而摩西·亚阿隆说，在担任以色列情报部门负责人期间，他从未被允许对美国进行间谍活动，“作为国防部长，我不允许对美国进行任何间谍活动。”
据几名前美国高级官员透露，在截至2019年9月的两年多时间里，美国情报机构和联邦调查局(FBI)进行了仔细研究，得出结论称，对于白宫和华盛顿特区其他敏感地点附近的手机监控设备，“很明显以色列人负有责任”。据几名前美国高级官员透露，以色列特工放置了“魔鬼鱼”手机追踪器，这是一种微型监控设备，就像普通的手机信号塔一样，骗过该地区的手机，让它们提供自己的身份和位置数据，并捕捉电话和其他数据的内容。这些设备的配置目的是收集美国总统和他的高级助手的信息，而特朗普总统未能遵守白宫的电信安全协议，让这一行动变得更容易。公众不知道以色列是否或在何种程度上成功地收集了这些信息。作为回应，以色列官员坚决否认以色列对美国进行间谍活动的指控。特朗普总统表示，他觉得这个故事“难以置信”。然而，拥有丰富情报经验的美国官员嘲笑以色列敷衍的否认。

#### 免签证计划
以色列于2005年申请加入美国政府的免签证计划。根据这一计划，被选定国家的公民可以为旅游和商业目的进入美国长达90天，而无需申请入境签证。众议院批准了这项提案，但是参议院否决了它。以色列未能满足两项基本要求：并非所有公民都拥有生物识别护照，以色列的入境签证拒签率超过3%。此外，美国坚持要求进入以色列的巴勒斯坦裔美国人不应受到比其他美国公民更多的安全检查。2013年1月，一项新的法案被提交给众议院，呼吁将以色列纳入该计划，其支持者表示，以色列现在符合该计划目前的标准。从2014年起，以色列定期禁止美国公民入境。

## 另見
- 拉冯事件
- 沙漠之鷹手槍
- 鐵穹防禦系統